# 홍콩
홍콩(중국어 정체자: 香港, 병음: Xiānggǎng 샹강[*], 한자음: 향항, 영어: Hong Kong, 광둥어: Hoeng gong 헝공)은 중화인민공화국 화난 주강 삼각주 동쪽에 위치한 특별행정구이다. 정식 명칭은 중화인민공화국 홍콩 특별행정구(중국어 정체자: 中華人民共和國香港特別行政區, 병음: Zhōnghuá Rénmín Gònghéguó Xiānggǎng Tèbié Xíngzhèngqū 중화런민궁허궈 샹강 터볘 싱정취[*], 한자음: 중화인민공화국 향항 특별행정구, 광둥어: Jūngwàh Yàhnmàhn Guhngwòhgwok Hēunggóng Dahkbiht Hàhngjingkēui, zung1 waa4 jan4 man4 gung6 wo4 gwok3 hoeng1 gong2 dak6 bit6 hang4 zing3 keoi1 중와얀만궁워궉 헝공닥빗항징커이, 영어: Hong Kong Special Administrative Region of the People's Republic of China 홍콩 스페셜 어드미니스트레이티브 리전 오브 더 피플스 리퍼블릭 오브 차이나[*])이다. 홍콩은 마카오, 광저우, 선전, 주하이, 그리고 광둥성의 다른 주요 도시들과 함께 세계에서 가장 인구가 많은 주강 삼각주 대도시권을 형성하고 있다. 홍콩은 1,104km2의 면적에 740만 이상의 다양한 국적 출신의 홍콩인들로 구성, 세계에서 4번째로 높은 인구밀도 지역이다.
홍콩은 이전에 영국령 홍콩으로, 1842년 제1차 아편 전쟁 이후 청나라가 당시 대영 제국에 양도했다. 당시 낮은 인구밀도의 농어촌 지역이었던 홍콩은 현재 세계에서 손꼽히는 중요한 금융 센터와 무역항이 밀집한 지역이 되었다. 제2차 세계 대전 당시 일본 제국 점령 기간을 제외하면, 홍콩은 1997년 홍콩 이양 직전까지 영국의 통치를 받았다. 홍콩은 특별행정구로 중국 대륙과는 분리된 정치체계와 경제구조를 가진다.
홍콩은 세계에서 7번째로 큰 교역규모의 지역이며, 홍콩의 법정 화폐인 홍콩 달러는 세계에서 13번째로 많이 거래되는 통화이다. 홍콩의 제3차 산업 위주의 경제는 경쟁적 단순 과세로 특정지어지며, 보통법 사법 제도로 뒷받침된다. 홍콩은 세계에서 가장 높은 일인당 GDP를 기록하나, 심각한 소득 불평등을 겪는 지역이기도 하다.
홍콩은 세계에서 가장 높은 마천루들로 두드러지며, 홍콩에서 가장 밀집된 도시 지역의 중심에는 빅토리아 항이 자리잡고 있다. 홍콩은 굉장히 높은 수준의 인간 개발 지수를 기록하며, 세계에서 7번째로 평균 수명이 높은 지역이다. 홍콩 인구의 90% 이상이 잘 발달된 대중교통을 이용한다.

## 어원
홍콩의 명칭은 1780년 처음 "He-Ong-Kong" (히-옹-콩으로 발음)이라 표기되었으며, 당시에는 애버딘섬과 홍콩 섬의 남부 해안 사이의 작은 만으로 언급되었다. 애버딘은 영국 선원들과 현지 어부들이 처음으로 접촉한 곳이다. 홍콩의 로마자 명칭의 기원은 알려진 바가 없으나, 일반적으로 광둥어 발음의 초기 음성 표기인 헝공 (hēung góng)에서 비롯된 것으로 알려져 있다. 홍콩은 현지 언어로 "향기로운 항구" 혹은 "향의 항구"로 해석된다. 이중에서 "향"은 주강에서 항구에 유입되는 신선한 물의 달콤한 맛 또는 북부 구룡 해안에 늘어선 공장에서 나오는 향을 가리킨다. 향은 빅토리아 항구가 개발되기 전에 수출을 위해 애버딘 항구 근처에 저장되어 있었다. 당시 홍콩의 두번째 총독이였던 존 데이비스 경은 섬의 폭포에서 흘렀던 흙의 색깔에서 비롯하여, 홍콩의 명칭이 호옹-키앙 ("Hoong-keang", 붉은 강을 뜻함)에서 유래했다고 주장하였다. 난징 조약은 어원과 관계없이 섬을 홍콩이라 표시, 그 이후로 현재까지 홍콩의 전체 지역을 지칭하고 있다.
홍콩 (Hong Kong)이라는 단순화된 이름은 1810년에 자주 사용되었고, 한 단어 (Hongkong)로 쓰이기도 하였다. 한 단어 명칭은 1926년 정부가 공식적으로 두 단어 형식을 채택할 때까지 흔하게 쓰였다. 홍콩-상하이호텔 그룹 (The Hongkong and Shanghai Hotels), 홍콩상하이은행 (The Hongkong and Shanghai Banking Corporation) 등 식민지 초기에 설립된 일부 기업들은 여전히 한 단어 명칭으로 표기되고 있다.

## 역사
홍콩은 약 6,000년 전 신석기 시대부터 사람이 거주하기 시작하였다. 초기 홍콩 정착민들은 중국 내륙 지방에서 이주하여 쌀 재배에 대한 지식을 가지고 왔다. 기원전 214년, 당시 진나라는 토착 위에족 세력을 정벌한 후 중국 역사상 최초로 홍콩 지역을 중국에 편입시켰다. 진나라의 멸망 이후 홍콩 지역은 남월 왕국에 편입되었으나, 한나라의 남월 정벌 이후 중국에 재탈환되었다. 몽골 제국의 중국 대륙 점령기 동안, 남송 왕정은 1279년 애산 전투의 패배를 앞두고, 잠시 현재의 구룡성에 잠시 주둔했었다. 원나라가 멸망할 무렵, 7개의 대가문이 홍콩 지역에 정착해 대부분의 땅을 소유했다. 명나라 시대에 걸쳐 중국 인근 지방의 주민들이 구룡으로 이주했다. 홍콩에 온 최초의 유럽인은 당시 포르투갈 왕국 출신의 탐험가 조르즈 알바르스로, 1513년에 방문하였다. 당시 포르투갈 상인들은 홍콩 해안에 "타마오"라는 무역항을 설립하고 중국 남부 지역에서 정기적인 교역을 진행했다. 이 상인들은 1520년대의 군사 충돌 후 추방되었지만, 1549년에 포르투갈-중국간 교역이 재개되었다. 포르투갈은 이후 1557년에 마카오에 대한 영구 임대권을 얻었다.
청나라의 정복 이후에는 해금령 (海禁)에 의해 해상 무역이 금지되었다.
이후 1684년 강희제는 금지령을 해제하고 외국인의 청나라 입항을 허용했다. 1757년 당시 청나라 관료들은 광동 체제를 설립하여 비(非)러시아 선박 입항을 칸톤 항으로 제한하고 무역을 더욱 엄격하게 규제하였다. 당시 차, 비단, 도자기와 같은 중국 상품에 대한 유럽의 수요는 높았지만, 유럽 제조품에 대한 중국의 관심은 미미했다. 이러한 무역 불균형에 대처하기 위해 영국은 다량의 인도산 아편을 중국에 팔았다. 마약 문제에 직면한 당시 청나라 관리들은 아편 무역을 중단시키기 위해 훨씬 더 공격적인 행동을 취했다. 당시 도광제는 아편을 합법화하고 과세하자는 제안을 거절했고, 1839년에는 판무관 임칙서에게 아편 무역을 근절하라 지시하였다. 임칙서는 아편 창고를 파괴하고 아편과 관련된 모든 해외 무역을 중단시켰고, 대영제국군은 이에 대응하여 제1차 아편 전쟁을 일으켰다. 청은 전쟁 초기에 패배를 인정했고 촨비 협정에서 홍콩 섬을 양도했다. 그러나, 협정을 맺은 양국은 내용에 만족하지 않았으며, 결과적으로 협정을 비준하지 않았다.
1년이 넘는 적대 분위기 이후, 홍콩 섬은 1842년 8월 29일 난징 조약에 따라 당시 대영 제국에 정식으로 영구양도되었다.
1842년 초에 행정 인프라가 매우 신속하게 구축되었으나, 빈번한 해적질, 풍토병, 그리고 홍콩에 대한 적대적인 청의 정책은 홍콩 정부가 상인들을 끌어들이는 것을 막았다. 태평천국의 난 이후, 많은 부유한 중국인들이 중국 대륙의 격동하는 환경에서 탈출해 홍콩에 정착하면서, 결과적으로 홍콩 섬의 환경을 개선시켰다. 아편 무역을 둘러싼 영국과 청 사이의 추가적인 충돌은 제2차 아편 전쟁으로 확대되었다. 전쟁에서 패배한 청은 베이징 조약에서 가우룽반도와 스톤커터스섬을 추가로 대영제국에 양도하였다. 전쟁이 끝날 무렵, 홍콩은 일시적인 식민지 초소에서 중요한 화물 집산지로 변모했다. 1850년대의 급속한 경제적 개선이 이루어짐에 따라 외국인 투자가 유치되었고, 이에 잠재적 이해 관계자들이 식민지의 미래에 대해 더욱 자신감을 갖게 되었다.

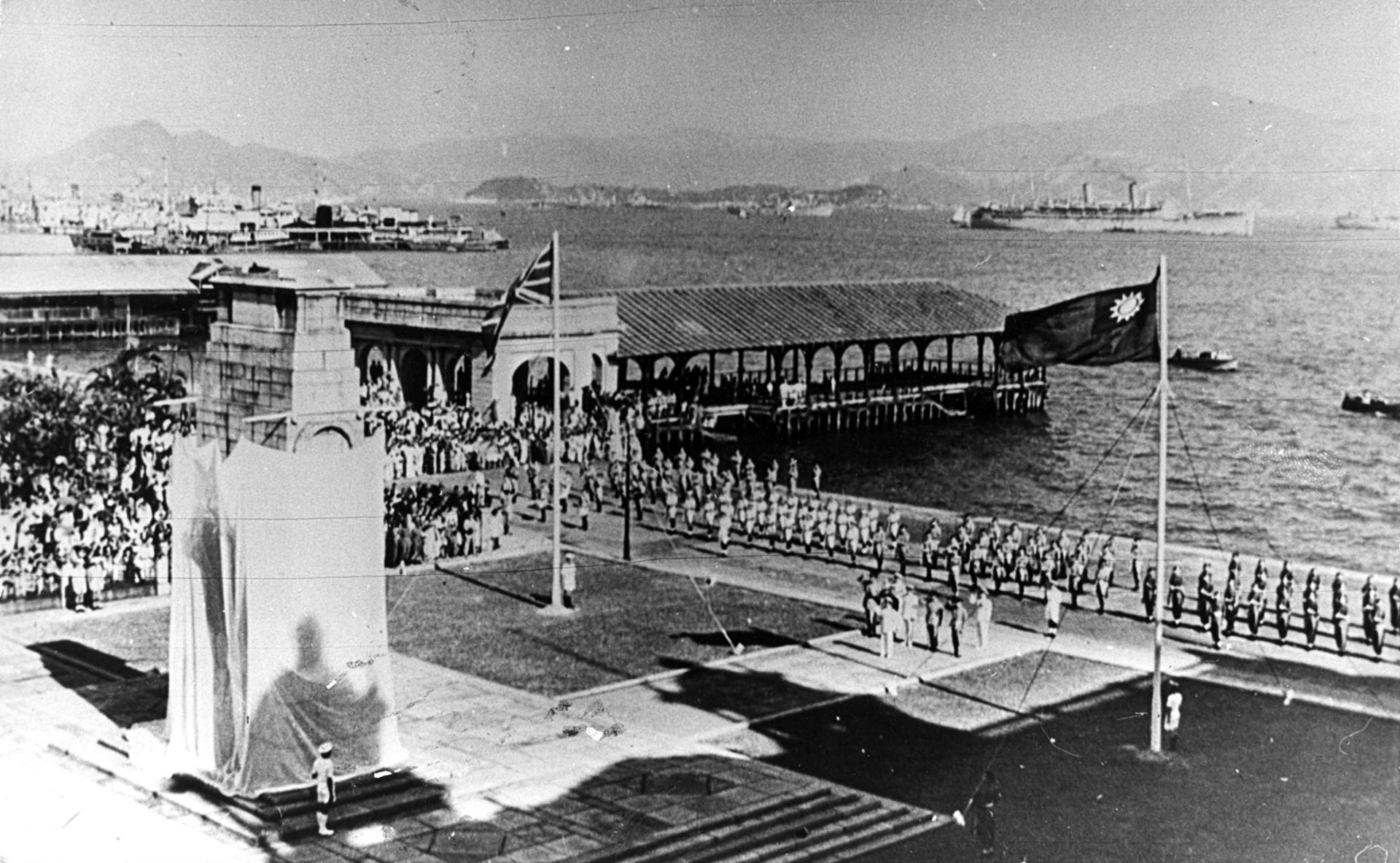
제2차 세계 대전이 종결된 후 1945년,
해방을 맞이한 홍콩.

홍콩은 1898년에 대영제국이 신계 지역에 대한 99년의 임대권을 얻으며 더 확장되었다. 홍콩 대학은 1911년에 홍콩 최초의 고등 교육 기관으로 설립되었다. 카이탁 공항은 1924년에 운항에 들어갔고, 결과적으로 홍콩이 1925년부터 1926년까지 1년 이상 지속된 성항대파업 (5·30사건 후 구왕져우와 홍콩의 각종 업계의 노동자들이 샹하이노동자들을 성원하기 위하여 일으킨 총파업)이 끝난 후 장기적인 경기 침체를 피할 수 있었다. 1937년 제2차 중일 전쟁이 시작되었을 때 노스코트 주지사는 홍콩이 자유 항구로서의 지위를 지키기 위해 홍콩을 중립 지대라고 선언했다. 홍콩 정부는 공격 가능성에 대비하여 1940년에 모든 영국 국적의 여성과 어린이들을 대피시켰다. 1941년 12월 8일 진주만 공격과 같은 날 아침, 일본 제국군은 홍콩을 공격했다.
1941년 12월 8일 일본 제국은 홍콩을 점령했다. 홍콩이 일본 제국에 지배당하는 동안 시민들은 강제 배급으로 인해 식량 부족에 시달렸고 전쟁 국채 발행을 위한 통화 환율 정책의 강제로 엄청난 인플레이션을 겪었다. 전쟁 전 홍콩의 인구는 160만이었으나, 영국이 지배권을 회복한 1945년 8월에는 거의 60만으로 줄었다. 홍콩은 1945년 8월 30일 영국이 재점령하기 직전까지 거의 4년 동안 일본에 의해 통치되었다.
전쟁 이후, 국공 내전에서 피난해온 중국 대륙의 숙련공 이주자들이 홍콩에 유입되면서, 홍콩의 인구는 빠르게 회복되었다. 1949년 중국공산당이 중국 대륙를 완전히 장악한 이후 더 많은 난민들이 홍콩으로 유입되었다. 홍콩은 1950년대에 아시아의 네 마리 용 중 가장 먼저 산업화되었다. 인구가 급증함에 따라 홍콩 식민정부는 사회 기반 시설과 공공 서비스를 개선하기 위한 개혁을 시작했다. 공공 임대 주택 사업, ICAC 그리고 홍콩 지하철은 모두 안전한 주거, 공정한 행정 서비스 그리고 보다 안정적인 교통 수단을 제공하기 위해 전후 수십년간 진행되었다. 당시 홍콩의 제조 경쟁력은 증가하는 노동력과 부동산 가격으로 인해 점차 감소했으나, 서비스 산업 중심의 경제로 성공적으로 전환했다. 1990년대 초 홍콩은 세계적인 금융 중심지이자 해상 운송 중심지로 자리 잡았다.
.

영국령 홍콩의 기(1959년~1997년)

신계 지역의 임대권 기한이 가까워지면서, 홍콩은 불확실한 미래를 맞이했고, 당시 맥레오스 홍콩 총독은 1979년 당시 중화인민공화국의 최고지도자 덩샤오핑과 함께 홍콩의 지위에 대한 문제를 제기했다. 이후 영국은 중화인민공화국과의 외교 협상에 돌입하였고, 마침내 1984년에 홍콩 반환 협정을 체결했다. 영국은 1997년에 홍콩의 전체를 중화인민공화국에 이양하기로 합의했고 중국공산당은 홍콩의 경제적, 정치적 시스템을 반환 후 50년 동안 보장할 것을 약속했다. 그러나 홍콩 이양에 임박했던 당시 홍콩 국민들은 민권, 법치주의, 그리고 삶의 질 등이 침해될 것을 우려, 당시 홍콩 내의 대규모 이민을 일으켰다. 1987년부터 1996년까지 총 50만명 이상의 사람들이 이주 기간의 절정기 동안 홍콩을 떠났다. 홍콩은 1997년 7월 1일 자정을 기점으로 이양되었고, 156년의 영국 통치가 종료되었다. 홍콩 특별 행정구 출범 직후 둥젠화가 홍콩의 첫 번째 홍콩 특별 행정구 행정 장관으로 취임하였다.
중화인민공화국으로의 이양 직후, 홍콩은 몇 차례의 위기를 겪었다. 홍콩 정부는 1997년 아시아 금융 위기 당시 홍콩 달러의 통화 환율을 유지하기 위해 상당한 외환보유고를 사용하여야 하였으나, 조치 직후 H5N1 조류 독감의 발병과 주택 공급 과잉 위기로 인해 회복되지 못했다.. 공항 중심 프로그램(Airport Core Program)은 6년간의 공사 이후에 1998년 홍콩 국제공항의 개항을 이끌었다. 이 프로젝트는 1980년대에 기안된 항만, 공항 발전 계획의 일환이었다. 2003년도 초반에 홍콩에 중증급성호흡기증후군이 유행했고, 당시 이 기간 동안 홍콩은 가장 심각한 경제 침체를 겪었다.
홍콩 이양 이후의 정치적 논쟁은 지역의 민주 발전과 "일국양제"에 대한 중국공산당의 지지를 중심으로 이루어졌다. 이양 직후 홍콩의 영국시절 입법 위원회가 실행하였던 민주 개혁이 번복한 이후, 홍콩 지방 정부는 홍콩 특별행정구 기본법 제23조에 따라 국가보안법 제정을 시도하였으나 실패하였다. 중국공산당이 홍콩 행정장관 선거를 앞두고 후보자 사전 심사를 실시하기로 결정한 직후, 2014년 홍콩 곳곳에서 대규모 시위가 일어났고, 이는 우산 혁명으로도 잘 알려져 있다. 2016년 의회 선거 이후 유권자 등록부의 불일치 및 선출된 국회 의원의 자격 박탈, 그리고 서구룡 고속 기차역에서의 중화인민공화국의 법 집행 등의 일련의 사건들은 홍콩의 관할권 독립에 대한 극심한 우려를 불러 일으켰다.

## 정치

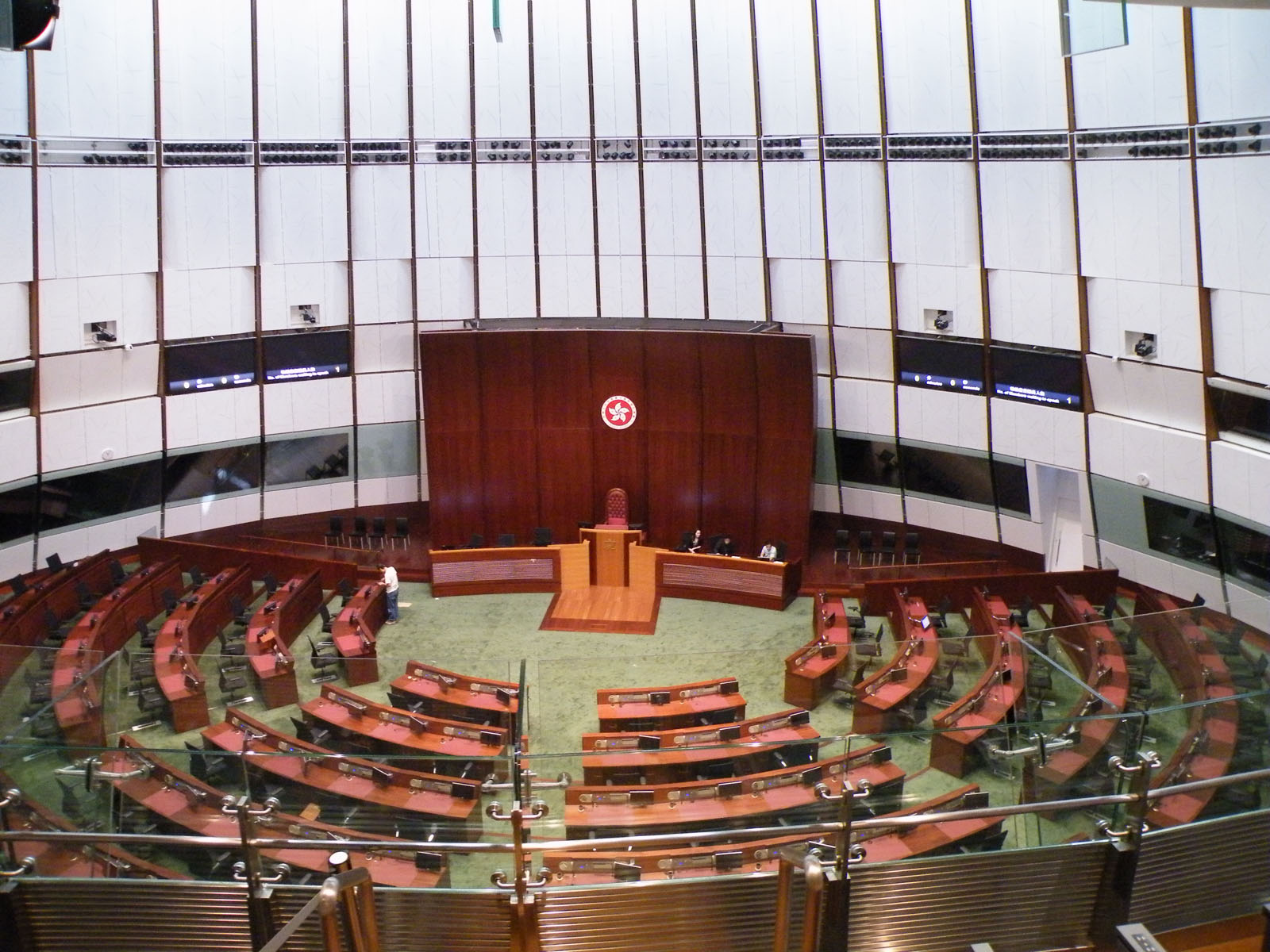
홍콩 특별행정구 입법부는 홍콩 타마르에 소재한 입법회 종합 빌딩에 소재해 있다.

홍콩은 중국공산당으로부터 행정, 입법, 사법 권한이 독립된 중화인민공화국의 특별행정구이다. 홍콩 특별행정구는 홍콩(영국)에서 계승된 행정회 위주의 집행 방식으로 운영된다. 홍콩 반환 협정에 따라, 홍콩은 자본주의 경제를 보장받고 홍콩 이양 이후 50년간의 지방 자치를 보장받으나, 이러한 조건들과 "일국양제"의 개념 아래에서, 홍콩 특별행정구 기본법은 지방 헌법이다.

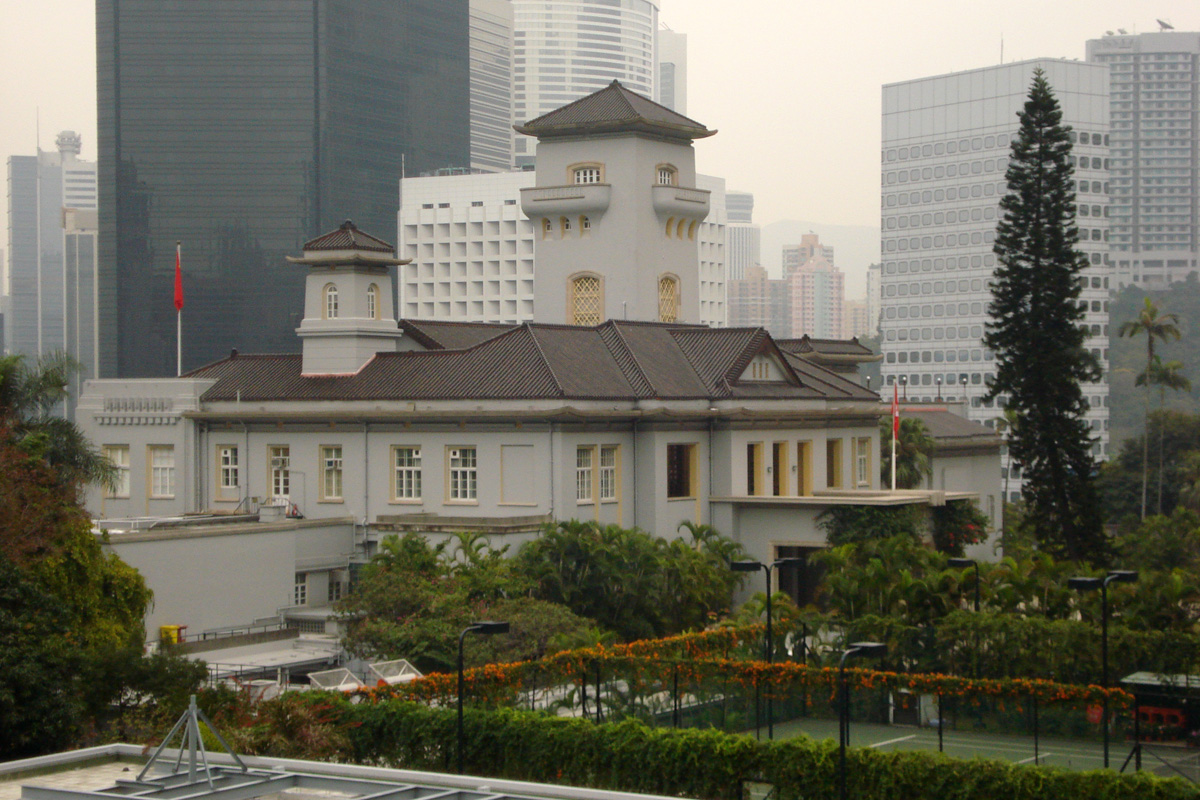
홍콩 특별행정구 행정장관의 관저

홍콩 특별행정구 정부는 3개의 분과로 이루어져 있다:
- 행정회: 홍콩의 행정장관은 홍콩 특별행정구의 법을 집행,[78] 입법 제정에 대한 재의,[81] 홍콩 행정부 인사 및 주요관원 임명을 지시할 권리를 갖는다.[82] 행정 회와 함께, 행정장관은 새로운 법안 제안, 위임입법, 입법부 해산에 대한 권한을 가지고 있다.[83]
- 입법회: 단원제인 홍콩 입법회는 지역 법을 제정하고, 예산을 승인하며, 그리고 행정장관을 탄핵할 권한이 있다.[84]
- 사법부: 행정법원이 추천 위원회의 권고에 따라 임명한 법관들로 이루어진 홍콩항소법원 및 하급법원들은 홍콩의 법률을 해석하고 홍콩 특별행정구 기본법에 불합하는 법률을 무효로 한다.[85]

홍콩 특별행정구 정부는 행정장관(영어: Chief Executive, 중국어: 行政長官)이 이끌고 있다. 중화인민공화국 국무원은 1,200명의 저명한 기업, 지역 사회, 정부 지도자로 구성된 선거 위원회의 공천에 따라 홍콩의 행정장관을 임명한다.. 행정장관은 매번 5년을 임기로 하고 1회 더 연임할 수 있으나 전 행정 장관이 임기를 채우지 못하면 다음 임명자는 남은 임기를 다음 임기의 5년에 더한다.
행정장관이 주관하는 행정회의(영어: Executive Council, 중국어: 行政會議)는 홍콩에서 행정부에 상동하는 기관이다. 초대 행정장관은 둥젠화이며, 중화인민공화국 국무원에서 위임하는 400명이 추천 선발하여 1996년 12월에 제1차 행정장관 선거에 승리했다. 2002년 2월, 둥젠화는 800명의 선거 위원회에서 700명 이상의 추천을 얻어, 제2회 행정장관 선거에 참여했고, 상대후보가 없는 상황에서 선거를 통하지 않고 연임했다. 그는 2005년 3월에 건강에 이상이 생겨 사임했고 2005년 6월, 정무국장인 쩡인취안(도널드 창)이 행정장관 보궐선거에서 자동 선출되었다. 2007년 1월 31일 렁춘잉이 선거 위원회에서 1/8이상의 추천을 얻어, 정식으로 제3회 행정 장관의 선거에 입후보 할 수 있는 자격을 얻었다. 2012년 3월 25일, 1,200명의 선거 위원회에서 689명의 지지를 얻어 당선되었다.
둥젠화 전 행정장관은 2002년 7월 1일 문책제(중국어 정체자: 問責制)를 실시한 후에 행정 장관 및 행정회 이외, 홍콩 정부는 3등급으로 구성되어 있다.
- 첫 번째 등급은 국장인데, 정무 국장, 재정 국장 그리고 법정 국장이 있다. 모두 행정 장관의 수석 고문이고, 홍콩 정부의 최고로 중요한 정책 수립을 책임진다.
- 두 번째 등급은 정책을 결정하는 국장이다.(중국어 정체자: 決策局) 정책을 제정, 총괄 및 검토하고 위생, 운송, 보안 등과 같은 정책을 정하고 집행부 산하의 업무를 감독한다. 2007년 5월 31일, 쩡인취안은 입법 회의에서 정책국을 다시 조직, 발전국의 등록 및 기타 정책국을 개편했고, 정책 국장에게 12개까지 정책 개편을 할 것을 지시했다.
- 세 번째 등급은 정행의 집행 부분이고, 기관의 이름도 “서(중국어: 署) 혹은 “처(중국어 정체자: 處)”로 명칭이 변경되었다.

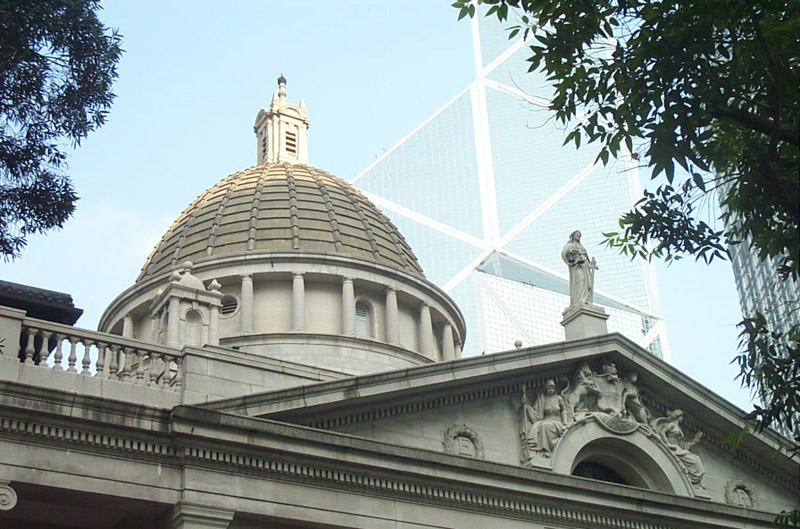
종심법원대루는 이전에 홍콩최고법원과 홍콩 입법회 건물로 사용되었다.

홍콩 입법회는 4년 임기인 70명의 의원들로 구성된다: 지구직선에서 직접 선출된 35석, 공능계별 집단을 대표하는 35석. 공능계별 의원 35석 중 30석은 각각의 경제 분야나 특별 이익 단체를 대표하는 한정된 선거인단 중에서 선택되고, 남은 5석은 구의원 중 임명되거나 관내 이중 직접선거에 의해 선출된다. 모든 직선 선출 의원들은 비례대표제로 선출된다. 30석의 한정된 공능계별 의원들은 소선거구제 혹은 즉석결선투표제로 선출된다.
2016년 홍콩 총선에서는 22곳의 정당을 대표하는 의원들이 입법회에 선출되었다. 홍콩의 정당들은 크게 세개의 이념 집단으로 나뉜다: 현 정부를 구성하고 있는 친설립파, 민주파와 본토파이다. 중국공산당은 홍콩에 공식적인 정치적 입지가 없으며, 홍콩 총선에 출마한 당원도 없다. 중국 전인대에서 선거인단을 통해 선발된 대의원 36명과 중국 중앙정부에서 임명한 203명의 중국인민정치협상회의 대표들이 홍콩을 대표하고 있다.

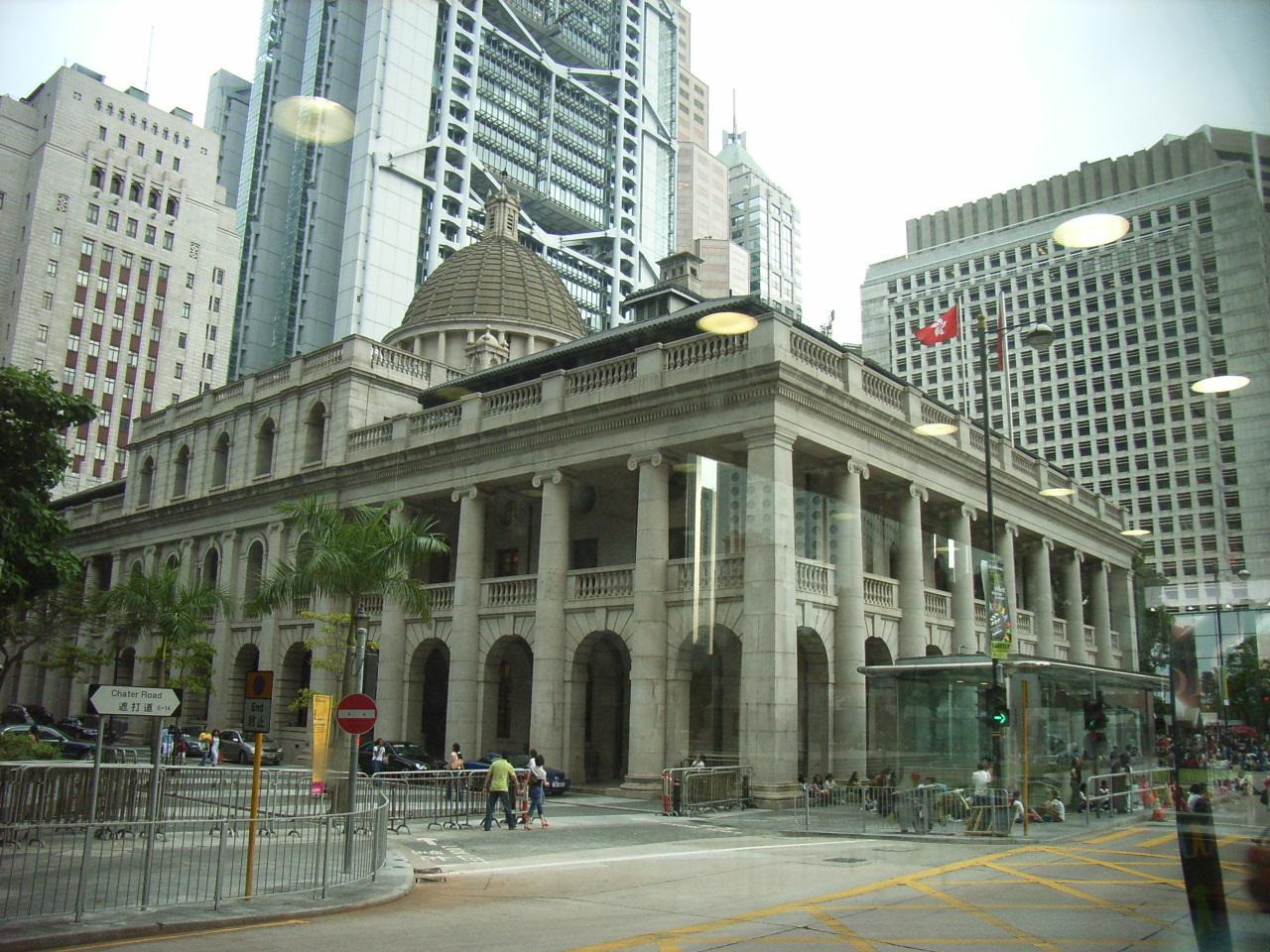
중사이구에 위치한 종심법원

중화인민공화국의 법은 일반적으로 홍콩에 적용되지 않으며, 홍콩은 별도의 관할 구역으로 간주된다. 홍콩의 사법 제도는 영미법에 기반을 두고 있으며, 이는 과거 영국 식민지였을 당시 확립된 법률 전통을 계승한 것이다. 홍콩 법원은 영국법과 해외 법률에 기반한 판례들을 참조할 수 있다. 기본법에 대한 해석과 수정권, 국가의 행위에 대한 사법권은 중국공산당에 있으며, 법원의 설립도 완전히 중국 대륙의 사회주의 대륙법 체계에 종속되어 있다. 또한 전인대 상무위원회의 결정은 홍콩 법원의 절차를 기각할 수 있다.
홍콩 관할권의 독립성은 홍콩의 비자와 조세 정책에서 가장 두드러진다. 홍콩 입경사무처는 중국 대륙이나 마카오 출신과는 다른 영구 거주자들을 위해 별도의 여권을 발행한다. 홍콩은 중국 나머지 지역과 분리된 경계를 유지하고 있다. 중국, 마카오에서 홍콩에 들어오는 여행자들은 국적에 관계없이 출입국 심사를 통과해야 한다. 중국 대륙에 거주하는 중국대륙인들은 홍콩에 머무를 권리가 없으며, 홍콩 입경사무처의 통제 대상이다. 홍콩의 지방재정은 중국공산당과 독립적으로 관리되며, 홍콩에서 부과되는 세금은 중국공산당에 유입되지 않는다.
중국인민해방군 주홍콩부대는 홍콩의 방위에 책임이 있다. 중국공산당 중앙군사위원회 주석이 부대의 총사령관이며, 홍콩 정부는 부대에 지원을 요청할 수 있다. 홍콩 주민들은 군 복무를 할 필요가 없으며, 현행 법도 병적 편입을 위한 조항이 없어, 주홍콩부대는 완전히 비(非)홍콩 출신으로 구성되어 있다.
홍콩의 외교 업무는 중앙 정부와 중화인민공화국 외교부가 담당하나, 홍콩은 외국과 경제적, 문화적으로 중국 본토와 분리된 관계를 유지할 수 있는 권한을 가지고 있다. 홍콩은 세계무역기구, 아시아 태평양 경제협력체 포럼, 국제 올림픽 위원회, 그리고 많은 유엔 기구에서 활발히 활동하고 있다. 홍콩 정부는 중화권 지역을 포함한 여러 국가들에 홍콩 경제무역대표부를 두고 있다.

### 행정 구역
홍콩은 18개의 행정구역으로 나뉘어 있다. 홍콩 구의회는 각 행정구역을 대표하며 홍콩 행정회에 공공시설의 공급, 지역사회 프로그램의 유지관리, 문화 홍보 그리고 환경 정책 등의 사안들을 권고할 수 있다. 구의회는 총 479석으로 구성, 이 중 452석이 직접 선출된다. 이외에 외곽의 읍면 지역을 대표하는 향사위원회 (鄉事委員會) 위원장들이 나머지 27석을 채우고 있다.
행정 구역 명칭은 광둥어로 표기하였다.

홍콩의 행정 구역

- 홍콩섬(영어: Hong Kong Island, 중국어: 香港島)
  - 중사이구(영어: Central and Western District, 中西區)
  - 완자이구(영어: Wan Chai District, 灣仔區)
  - 둥구(영어: Eastern District, 東區)
  - 남구(영어: Southern District, 南區)

- 가우룽(영어: Kowloon, 중국어: 九龍)
  - 야우짐웡구(영어: Yau Tsim Mong District, 油尖旺區)
  - 삼서이보구(영어: Sham Shui Po District, 深水埗區)
  - 가우룽싱구(영어: Kowloon City District, 九龍城區)
  - 웡다이신구(영어: Wong Tai Sin District, 黃大仙區)
  - 군통구(영어: Kwun Tung District, 觀塘區)

- 산가이 / 신계 (영어: New Territories, 중국어: 新界)
  - 사틴구(영어: Sha Tin, 沙田區)
  - 사이궁구(Sai Kung District, 西貢區)
  - 다이보구(영어: Tai Po District, 大埔區)
  - 박구(영어: North District, 北區)
  - 윈롱구(영어: Yuen Long District, 元朗區)
  - 튄문구(영어: Tuen Mun District, 屯門區)
  - 췬완구(영어: Tsuen Wan District, 荃灣區)
  - 콰이칭구(영어: Kwai Tsing District, 葵靑區)
- 레이도구(영어: Islands District, 離島區)

### 사회정치적 논쟁

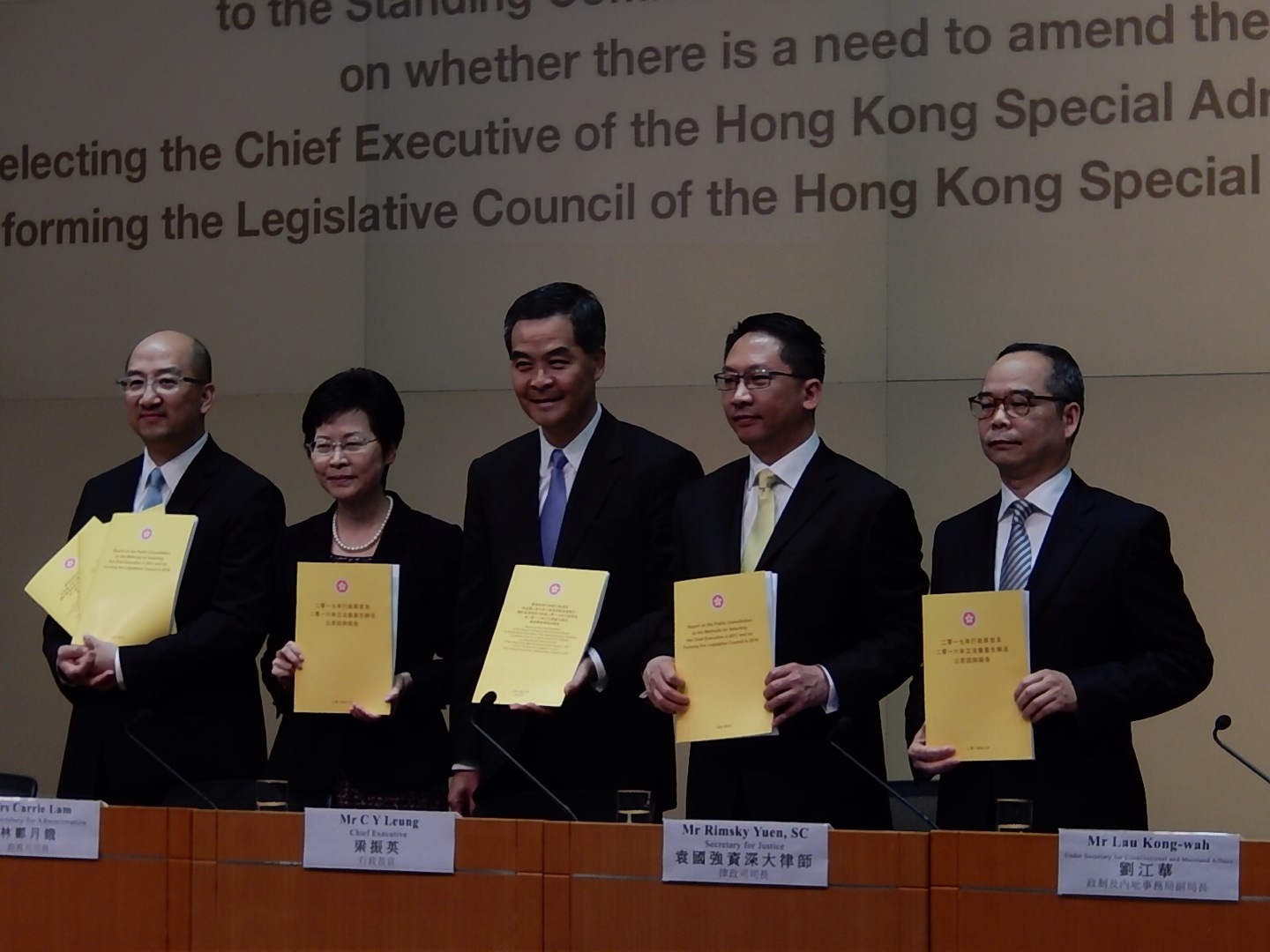
2014년 선거개혁 관련 협의 보고서 제출 당시의 모습.

홍콩 특별행정구 기본법 제45조와 제68조에는 홍콩 행정부 장관과 입법회의 모든 의원들이 보통선거에 의해 선출되어야 한다고 명시되어 있다. 홍콩 입법회는 현재 일부 의원들만이 직접 선거로 선출되었으며, 행정회는 계속해서 직접 선거 이외의 수단으로 선출되고 있다. 홍콩 정부는 행정부 장관과 모든 입법 위원들의 선출에 대해 직접 선거를 도입하라는 요구에 직면해 있다. 이러한 요구들은 부분적으로 반영되어, 선거 위원회는 더 이상 입법회의 의원들을 임명할 권리가 없다.
유럽계를 제외한 소수 민족들은 홍콩 정부에서 한정된 영향력을 지니며, 주거, 교육, 고용 기회 등에서 차별을 종종 받는다. 일자리 구인과 공공 서비스에서는 종종 언어에 대한 요구가 있는데, 소수민족 구직자들이 이를 충족하지 못하는 경우가 다반사인 반면, 언어 교육의 기회는 중국어 학습자들에게 여전히 불충분하다. 필리핀과 인도네시아 출신 여성들이 대부분인 홍콩의 외국인 가정 도우미들은 홍콩 법에 의해 거의 보호받지 못한다. 이들은 비록 홍콩에 거주하고 일하지만, 일반적으로 거주자로 취급되지 않으며, 거주할 권리를 가질 수도 없다.
홍콩 반환 협정문은 주권 이양 후 50년 동안만 홍콩 특별행정구 기본법의 효력을 보장한다. 외교와 군사권은 중국공산당에게 권한이 있다. 홍콩 특별행정구가 2047년 이후 어떻게 통치될 것인지는 명시되어 있지 않으며, 이후 중국공산당이 어떻게 홍콩의 정부 체계를 결정할 것인가에 대해 정치적 논쟁과 추측이 오가고 있다.
홍콩의 정치, 사법 제도가 홍콩 특별행정구 정부가 중국공산당에 의해 직접 운영됨으로써 틀만 현행대로 유지되고 실제로는 중국 대륙과 비슷하게 될 수도 있고, 항인치항(港人治港: 홍콩인의 홍콩 통치)로 말해지는 자치권을 제대로 명시할 수도 있다. 물론 이와 관련없이 홍콩 특별행정구는 중화인민공화국의 성(省)급 단위로 1997년 이후 중국공산당의 직할 영토이며 홍콩 반환 협정문에도 홍콩 특별행정구 설치에 대한 부분과 상기 자치권 부분은 별도로 되어 있다. 만일 2047년 이후 중국공산당에서 직접 홍콩 정부를 구성하면 간체자의 공용 문자 추가라든가 공공기관에서의 관화 사용 정도가 변화하는 점이 될 가능성이 있다.

## 경제

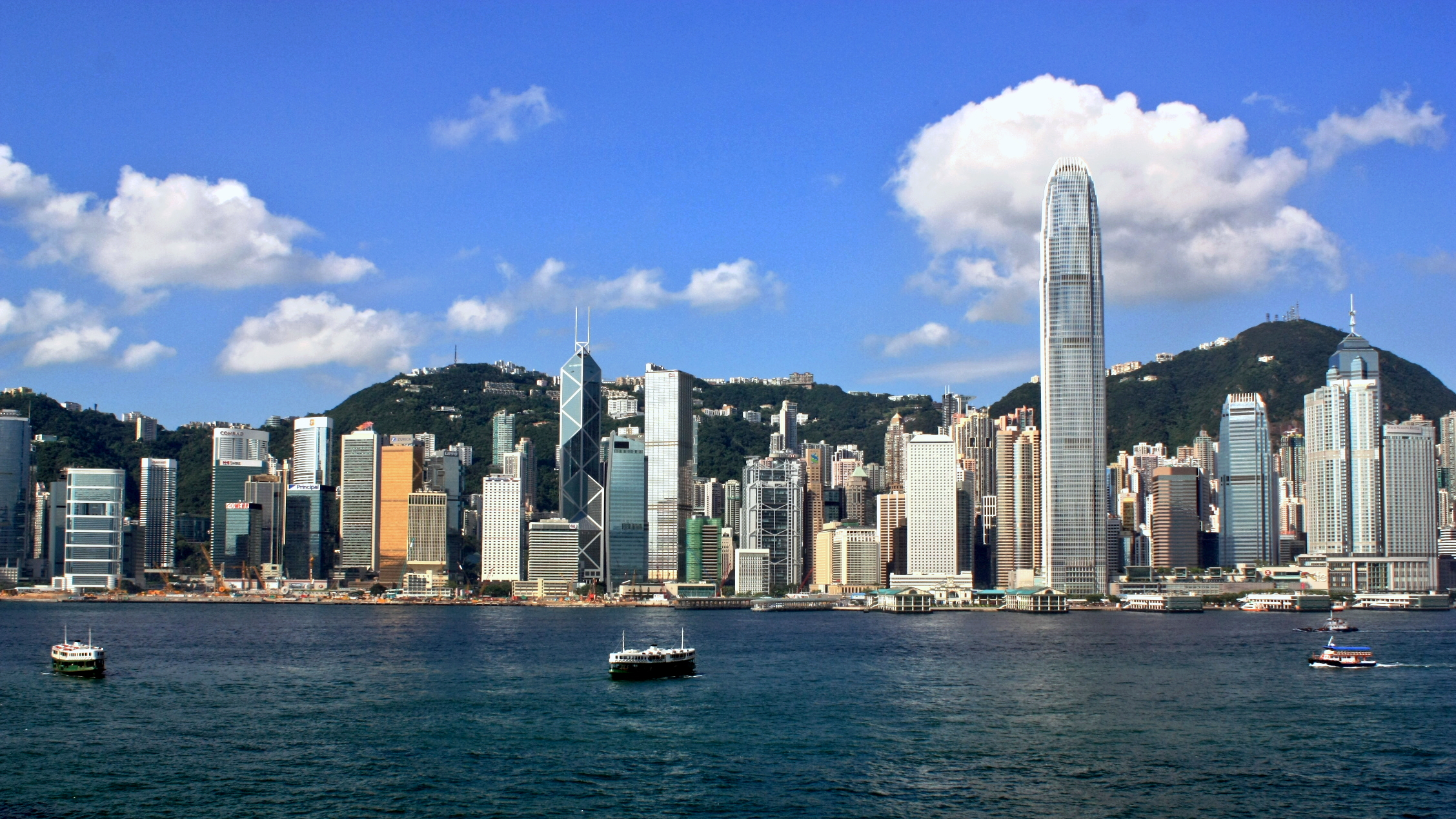
중완은 홍콩의 핵심 상업지구이며.

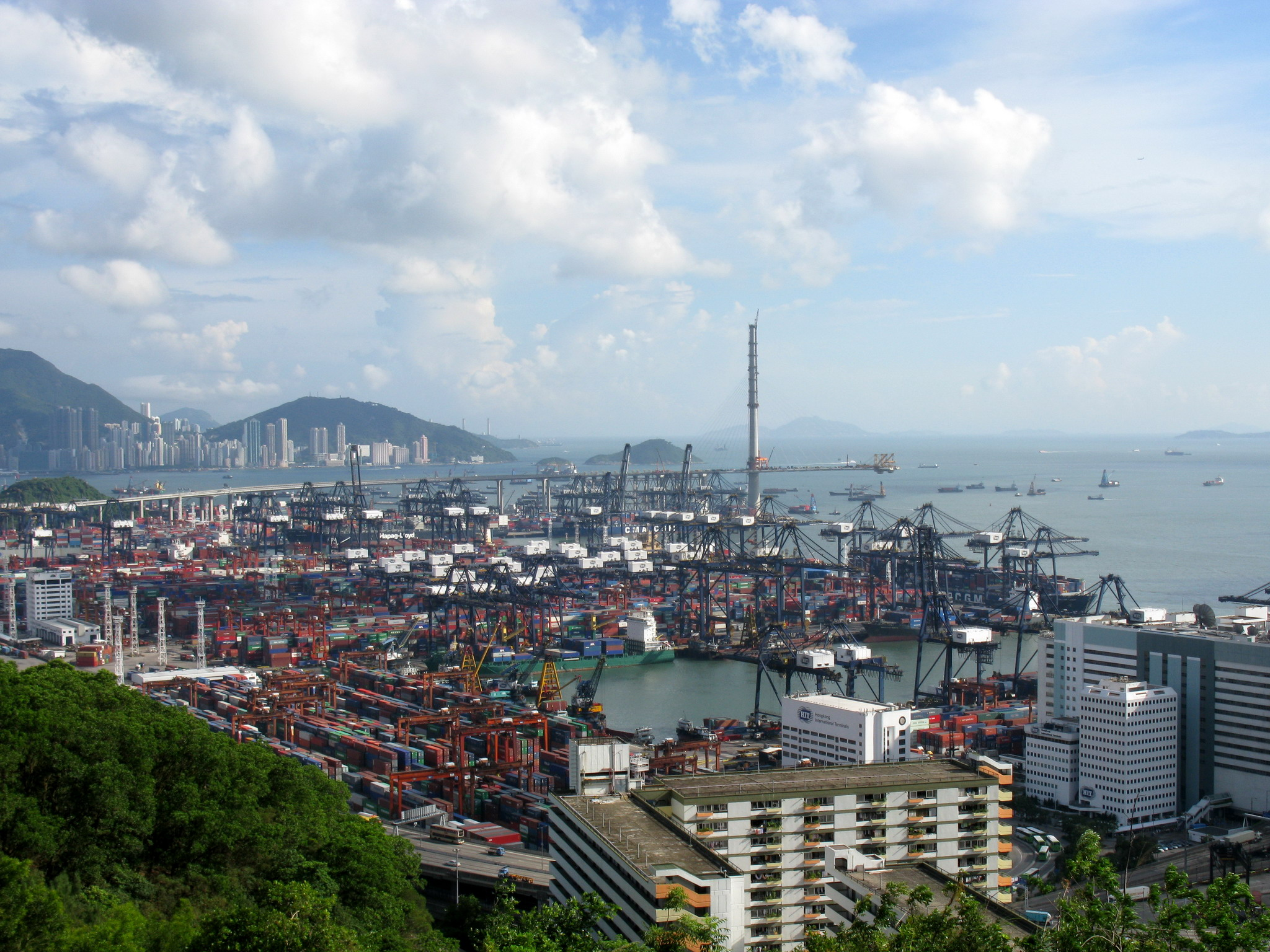
홍콩항구는 세계에서 매우 분주한 컨테이너 항구들 중 하나이다.

홍콩의 경제는 자본주의에 기반한 서비스 산업 위주의 혼합경제 형태로, 낮은 세율, 최소화된 정부의 시장 개입, 잘 확립된 국제 금융 시장 등의 특징들로 대표된다. 홍콩의 경제는 세계에서 35번째로 큰 규모이며, 국내총생산은 약 3,640억 달러를 기록한다. 홍콩의 경제적 자유 지수는 1995년부터 줄곧 헤리티지 재단이 발표한 순위에서 상위권을 차지하였으나, 비교적 높은 수준의 경제적 불평등 현상이 발생하고 있다. 홍콩 증권거래소는 세계에서 7번째로 큰 규모로, 2017년 12월 기준 4조 3천억 달러의 주가 총액을 기록하였다.
홍콩은 2017년 기준 세계에서 수출에서 10번째, 수입 모두에서 9번째로 큰 무역규모를 기록하는 지역으로, 홍콩의 국내 총생산보다 더 많은 무역거래가 발생하고 있다. 홍콩 전체 화물 처리량의 절반 이상이 환적 화물 혹은 홍콩을 통과하는 화물들로 구성되어 있으며, 그 중 40%가 중국 본토에서 온 화물이다. 홍콩의 지정학적 위치는 교통 및 물류 인프라 시스템이 발전할 수 있게 하였고, 이로 인해 세계에서 5번째로 분주한 컨테이너 항구, 세계에서 국제화물로 가장 분주한 공항이 홍콩에 위치하게 되었다. 홍콩의 최대 수출국은 중국과 미국이다.
홍콩은 경작 가능한 땅이 거의 없고 천연자원이 매우 적어, 대부분의 식량 자원과 원자재를 수입해온다. 홍콩의 전체 식량 공급량의 90% 이상이 수입해온 것이며, 이는 홍콩에서 구할 수 있는 거의 모든 육류와 쌀을 포함한다. 농업 활동은 홍콩 GDP의 0.1% 수준으로, 고급 식재료와 화훼 재배가 대부분이다.
홍콩은 영국령 홍콩 시절 후반기에 아시아에서 가장 큰 제조경제 규모를 기록하였으나, 지금의 홍콩 경제에서는 서비스 산업이 주요한 부문이 되었다. 서비스 산업은 홍콩 경제 생산량의 92.7%를 차지하며, 공공부문이 10%를 차지하고 있다. 1961년과 1997년 사이에 홍콩의 국내 총생산은 180배 증가했고 1인당 GDP는 87배 이상 증가했다. 중국 본토와 비교한 홍콩의 GDP는 1993년에 중국의 27%로 최고조에 달했으나, 중국 본토 지역 내의 경제가 개방되면서 크게 발전, 2017년에 3% 미만으로 떨어졌다.

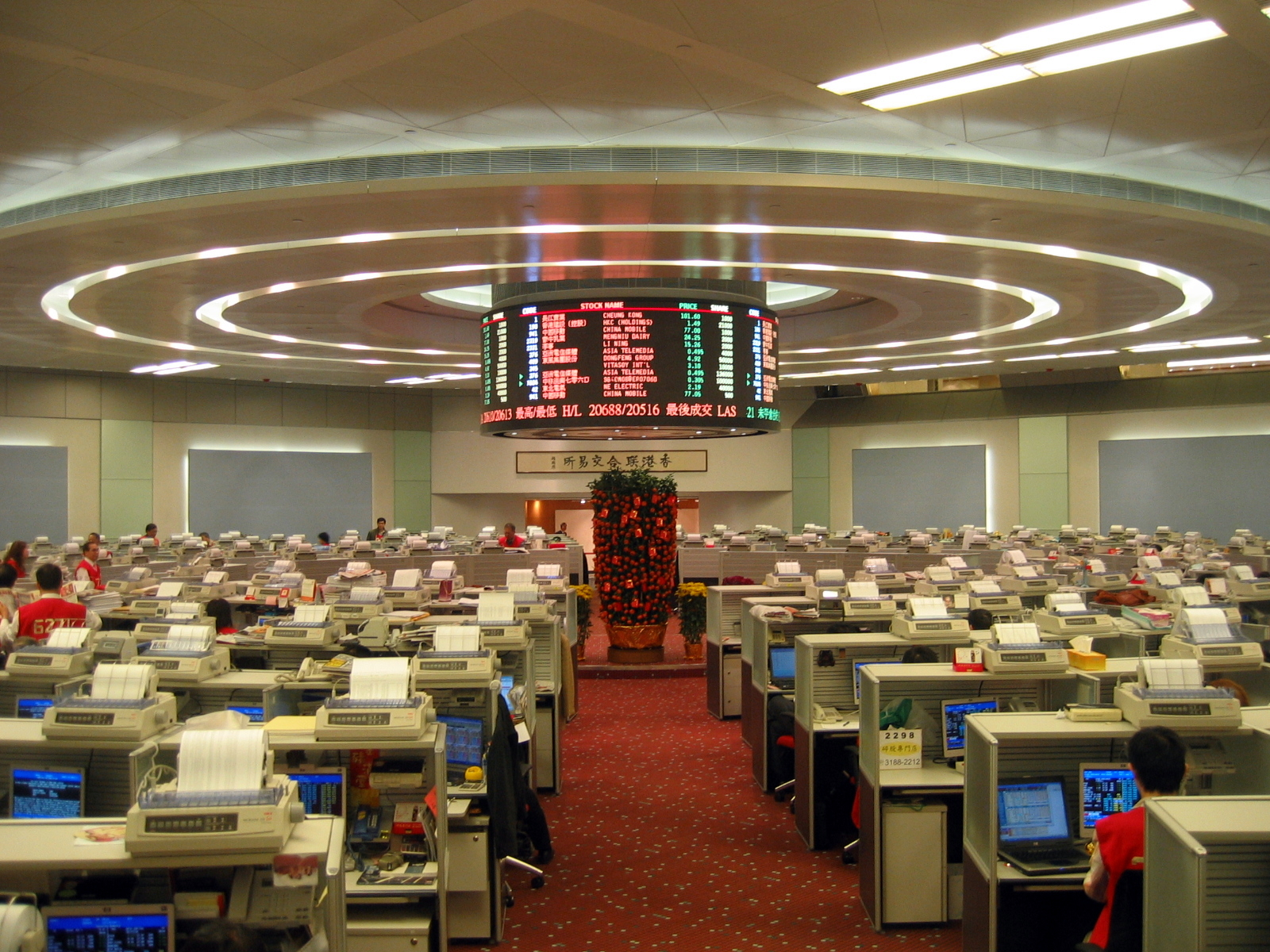
2007년 당시 홍콩 증권거래소의 모습.

홍콩과 중국 간의 경제 및 인프라 통합은 1978년 중국의 개혁개방 이후 크게 증가하였다. 1978년 광저우-구룡 직통열차 운행 재개 이후, 수많은 철도와 도로 시설들이 새로 지어지거나 보수되어, 두 지역 간의 무역활동을 촉진시켰다. 중국-홍콩 경제긴밀화협정은 두 지역 간의 자유 무역 정책을 공식화하였다. 각 관할구역은 무역과 지역 간 경계를 초월한 투자에 대한 장애물을 제거하기로 약속했다. 홍콩-마카오 간에 맺어진 비슷한 경제 협력 협정 또한 무역 자유화와 두 특별 행정 구역 간의 상품과 서비스의 이동에 대한 규제 완화를 상세히 기술하고 있다. 중국 기업들은 홍콩 반환 이후 홍콩에서 그들의 경제적 입지를 크게 확장해 왔다. 1997년 5%에 불과했던 항셍지수의 반 이상을 현재 중국 본토 기업들이 차지하고 있다.
중국 본토가 경제의 개혁개방 이후, 홍콩의 해운산업은 다른 중국 항구와의 힘든 경쟁에 직면했다. 1997년 중국 무역 상품의 50%가 홍콩을 통해 운송되었으나, 2015년에는 약 13%로 그 수치가 감소하였다. 반면, 홍콩의 낮은 세율, 영미법 체계, 그리고 효과적인 공무원 조직은 아시아에 진출하려는 해외 기업들을 유치하는데 기여한다. 홍콩은 아시아 태평양 지역에서 두 번째로 많은 기업 본사를 유치한 도시이다. 또한, 홍콩은 중국에 대한 외국의 직접 투자를 위한 관문 역할을 하고 있다. 투자자들은 상하이 혹은 선전의 증권 거래소와 직접 연계하여 중국 본토 시장에 접근하고 있다. 홍콩은 중국 본토 이외에서 최초로 런민비로 표기된 채권이 거래되었으며, 해외 런민비 거래규모가 매우 큰 중심지 중 하나로 남아 있다.
홍콩 정부는 전통적으로 경제에 수동적인 역할을 했다. 이전 영국령 홍콩 정부는 산업 정책, 무역 제한 등의 정책을 거의 시행하지 않았다. "적극적 불개입주의 (Positive non-interventionism)"에 따라, 전후 정부들은 의도적으로 생산적인 자원의 직접적인 배분을 피했다. 당시 정부의 적극적인 개입은 경제성장에 해로움으로 여겨졌다. 1980년대에 홍콩 경제가 서비스 산업 기반으로 전환한 반면, 후기 영국령 홍콩 정부는 꾸준히 간섭주의 정책을 도입했다. 반환 이후의 홍콩 특별행정구 정부는 이 정책을 지속 및 확대해나갔는데, 수출신용보증, 의무적인 연금 제도, 최저임금, 차별금지법, 정부의 담보 대출 지원 등이 이에 해당된다.
관광산업은 홍콩 경제의 주요 산업이며, 전체 GDP의 5%를 차지한다. 지난해 2,660만 명의 방문객이 홍콩에 329억 달러의 이익을 발생시켰으며, 홍콩이 국제 관광객들에게 14번째로 인기 있는 여행지가 되는데 기여하였다. 홍콩은 또한 관광객들에게 가장 인기 있는 도시로, 가장 가까운 경쟁지인 마카오보다 70% 이상의 방문객들이 방문하고 있다. 홍콩은 외국인에게 생활비가 매우 비싼 도시 중 하나로 꾸준히 평가되고 있다.

### 무역
2017년 기준으로 홍콩의 주요 수출 상대국은 중국(54.16%), 미국(7.71%), 인도(3.83%), 일본(3.00%), 태국(2.43%)이다. 주요 수입 상대국은 중국(44.56%), 아시아(7.20%), 싱가포르(6.40%), 일본(6.06%), 한국(5.51%)으로 수출입량의 절반은 중국을 상대로 한다. 2017년 기준으로 총수출액은 549,861백만 달러, 총수입액은 589,317백만 달러이다. 주요 수출 품목은 반도체(111,669,966천 달러), 금광석(52,147,868천 달러), 변속기 장치(38,999,436천 달러), 전화기 부품(30,824,071천 달러), 전자 장치(30,824,071천 달러)이다. 주요 수입 품목은 반도(138,505,986천 달러), 변속기 장치(45,607,629천 달러), 전화기 부품 (29,932,957천 달러), 금광석(29,349,511천  달러), 전자 장치(27,788,958천 달러)이다.

## 지리

인공 위성 사진에서 홍콩의 도시 개발과 생태 현황을 볼 수 있다.

홍콩은 중국 본토의 남부 해안, 마카오에서 동쪽으로 60 km (37 mi), 주강 어귀에 위치해 있다. 홍콩은 북쪽을 제외한 모든 면에서 남 중국해에 둘러싸여 있다. 홍콩의 북쪽은 삼춘 강을 사이로 중국 광동성 선전시와 맞닿아 있다. 홍콩의 총면적은 2,755 km2 (1,064 sq mi)으로, 홍콩섬, 가우룽반도, 신제, 란터우섬 그리고 200개 이상의 다른 섬들로 구성된다. 전체 면적 중 1,106 km2 (427 sq mi)는 육지, 1,649 km2는 물이다. 홍콩에서 가장 높은 지점은 해발 957 m (3,140 ft)의 타이모 산이다. 홍콩의 도시 개발은 가우룽반도, 홍콩섬, 그리고 신제 전역에 위치한 뉴타운들에 집중되어 있다. 많은 부분의 뉴타운은 개발 가능한 평지의 부족으로 인해 간척지에 지어졌다. 전체 토지의 6% 또는 개발부지의 약 25%에 해당하는 70 km2 (27 sq mi)의 부지는 바다로부터 매립되었다.
홍콩의 미개발 지역은 대부분 언덕이 많고 평평한 땅이 거의 없는 산악 지대로, 주로 초원, 삼림, 관목 지대, 또는 농업용지이다. 이 중 약 40%는 컨트리 파크와 자연 보호구역으로 지정되어 있다. 홍콩의 생태계는 매우 다양하다: 3000여 종 이상의 관다발식물이 홍콩에 서식하며, 이 중 300여 종은 토속종이다; 이외에도 수천종의 곤충, 조류, 해양 생물 등이 홍콩에 서식하고 있다.

### 기후
홍콩은 중국 남부의 온대 하우 기후 (쾨펜의 기후 구분 Cwa) 특성을 지니고 있다. 홍콩의 여름은 따뜻한 남서풍과 가끔씩 오는 소나기와 뇌우 등의 영향으로 대체로 덥고 습하다. 태풍은 여름에 가장 자주 발생하며 때때로 홍수와 산사태를 일으킨다. 겨울은 온화하며 초반에는 화창하나 대체로 2월부터 흐려지며, 가끔 발생되는 한랭전선은 북쪽에서 강하고 차가운 바람을 가져온다.
홍콩에서 가장 온화한 계절은 봄과 가을으로, 봄 기간은 날씨가 변덕스러우며, 가을은 일반적으로 맑고 건조하다. 강설은 극히 드물며, 대개 고도가 높은 지역에서 발생한다. 홍콩은 인접한 중국 대륙의 공업 지대에서 계절적인 대기 오염의 영향으로, 겨울에 굉장히 높은 수준의 미세먼지를 기록한다.
홍콩은 연중 평균 1,948시간의 일조시수를 기록하며, 홍콩 천문대에서 기록된 홍콩 역사상 최고기온과 최저기온은 각각 2017년 8월 22일 기준 36.6 °C (97.9 °F), 1893년 1월 18일 기준 0.0 °C (32.0 °F)이다. 지금까지 홍콩 전역에서 기록된 최고기온과 최저기온은 각각 2017년 8월 22일 홍콩습지공원에서 측정된 41.5 °C (107 °F), 2016년 1월 24일 타이모 산에서 측정된 −6.0 °C (21.2 °F)이다.
다음은 홍콩 천문대(홍콩 정부 산하 기상청)에서 집계한 홍콩의 기후 정보이다. 평균 기온과 강우량 수치는 1991년부터 2020년까지의 30년 평년값을, 극값(최고치와 최저치)는 1884년부터 1939년까지, 1947년부터 지금까지의 통계를 기반으로 한다.
| 홍콩의 기후                                                                | 홍콩의 기후 | 홍콩의 기후 | 홍콩의 기후 | 홍콩의 기후  | 홍콩의 기후   | 홍콩의 기후   | 홍콩의 기후   | 홍콩의 기후   | 홍콩의 기후   | 홍콩의 기후  | 홍콩의 기후 | 홍콩의 기후 | 홍콩의 기후     |
| 월                                                                         | 1월         | 2월         | 3월         | 4월          | 5월           | 6월           | 7월           | 8월           | 9월           | 10월         | 11월        | 12월        | 연간            |
| -------------------------------------------------------------------------- | ----------- | ----------- | ----------- | ------------ | ------------- | ------------- | ------------- | ------------- | ------------- | ------------ | ----------- | ----------- | --------------- |
| 역대 최고 기온 °C (°F)                                                     | 26.9 (80.4) | 28.3 (82.9) | 30.1 (86.2) | 33.4 (92.1)  | 36.1 (97.0)   | 35.6 (96.1)   | 36.1 (97.0)   | 36.6 (97.9)   | 35.9 (96.6)   | 34.3 (93.7)  | 31.8 (89.2) | 28.7 (83.7) | 36.6 (97.9)     |
| 일평균 최고 기온 °C (°F)                                                   | 18.7 (65.7) | 19.4 (66.9) | 21.9 (71.4) | 25.6 (78.1)  | 28.8 (83.8)   | 30.7 (87.3)   | 31.6 (88.9)   | 31.3 (88.3)   | 30.5 (86.9)   | 28.1 (82.6)  | 24.5 (76.1) | 20.4 (68.7) | 26.0 (78.8)     |
| 일일 평균 기온 °C (°F)                                                     | 16.5 (61.7) | 17.1 (62.8) | 19.5 (67.1) | 23.0 (73.4)  | 26.3 (79.3)   | 28.3 (82.9)   | 28.9 (84.0)   | 28.7 (83.7)   | 27.9 (82.2)   | 25.7 (78.3)  | 22.2 (72.0) | 18.2 (64.8) | 23.5 (74.3)     |
| 일평균 최저 기온 °C (°F)                                                   | 14.6 (58.3) | 15.3 (59.5) | 17.6 (63.7) | 21.1 (70.0)  | 24.5 (76.1)   | 26.5 (79.7)   | 26.9 (80.4)   | 26.7 (80.1)   | 26.1 (79.0)   | 23.9 (75.0)  | 20.3 (68.5) | 16.2 (61.2) | 21.6 (70.9)     |
| 역대 최저 기온 °C (°F)                                                     | 0.0 (32.0)  | 2.4 (36.3)  | 4.8 (40.6)  | 9.9 (49.8)   | 15.4 (59.7)   | 19.2 (66.6)   | 21.7 (71.1)   | 21.6 (70.9)   | 18.4 (65.1)   | 13.5 (56.3)  | 6.5 (43.7)  | 4.3 (39.7)  | 0.0 (32.0)      |
| 평균 강우량 mm (인치)                                                      | 33.2 (1.31) | 38.9 (1.53) | 75.3 (2.96) | 153.0 (6.02) | 290.6 (11.44) | 491.5 (19.35) | 385.8 (15.19) | 453.2 (17.84) | 321.4 (12.65) | 120.3 (4.74) | 39.3 (1.55) | 28.8 (1.13) | 2,431.2 (95.72) |
| 평균 강우일수 (≥ 0.1 mm)                                                   | 5.70        | 7.97        | 10.50       | 11.37        | 15.37         | 19.33         | 18.43         | 17.50         | 14.90         | 7.83         | 5.70        | 5.30        | 139.90          |
| 평균 상대 습도 (%)                                                         | 74          | 79          | 82          | 83           | 83            | 82            | 81            | 81            | 78            | 73           | 72          | 70          | 78              |
| 평균 월간 일조시간                                                         | 145.8       | 101.7       | 100.0       | 113.2        | 138.8         | 144.3         | 197.3         | 182.1         | 174.4         | 197.8        | 172.3       | 161.6       | 1,829.3         |
| 가능 일조율                                                                | 43          | 32          | 27          | 30           | 34            | 36            | 48            | 46            | 47            | 55           | 52          | 48          | 41              |
| 출처: 홍콩 천문대 (평년값: 1991년~2020년, 극값: 1884년~1939년/1947년~현재) |             |             |             |              |               |               |               |               |               |              |             |             |                 |

### 건축

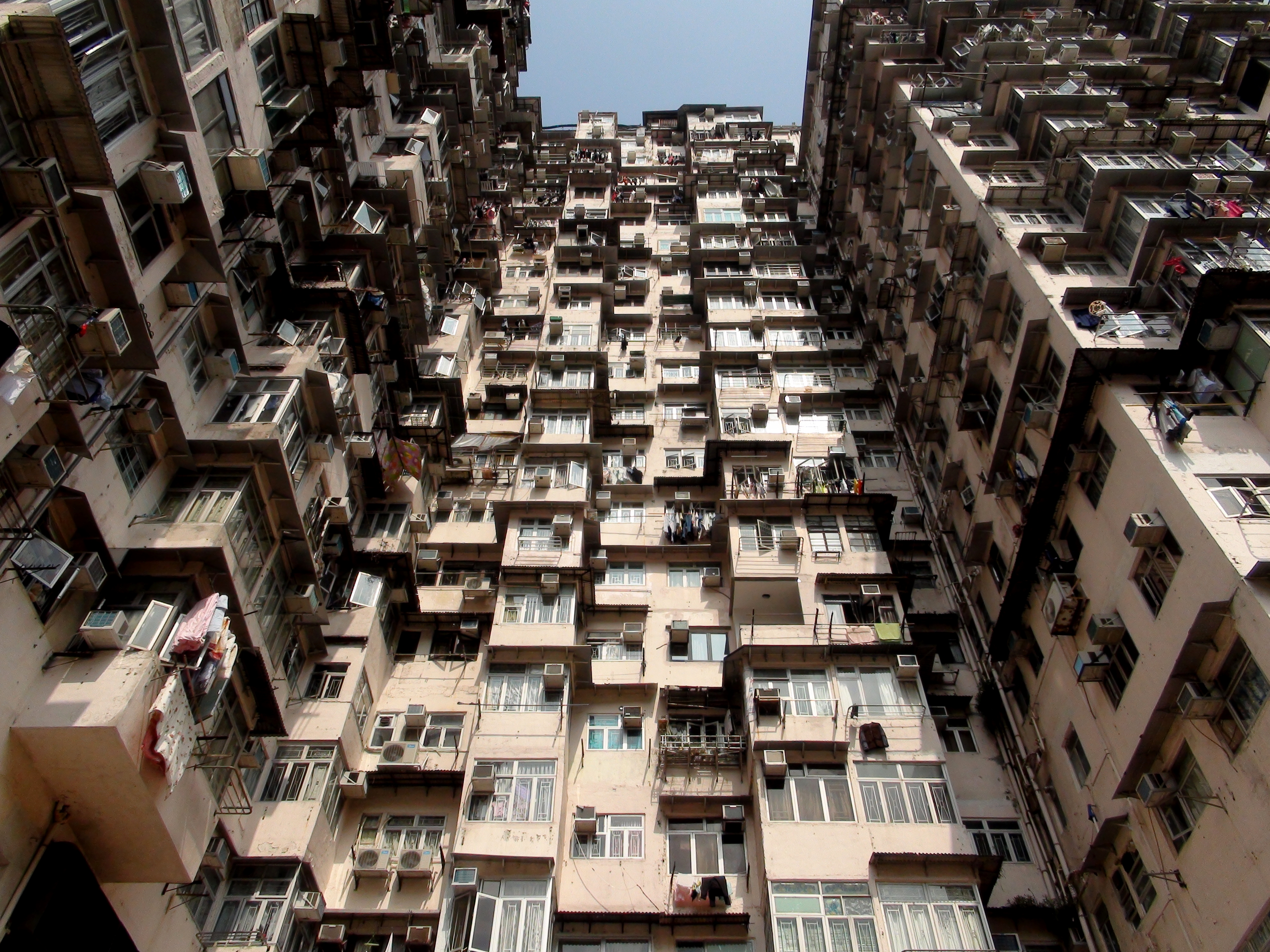
홍콩 쿼리 베이와 타이쿠 역 사이에 위치한 익청빌딩, 홍콩에서 흔하게 볼 수 있는 압축적 건축의 형태를 보여준다.

홍콩은 150미터 (490ft) 이상의 건축물을 371개 보유하고 있으며, 세계에서 마천루가 가장 많은 도시들 중 하나이자, 세계에서 3번째로 고층건물이 많은 도시이다. 홍콩은 도시 확장 공간의 부족으로 제한된 부지 안에서 고밀도의 공동주택과 상업단지가 한데 섞인 형태로 발전하였다. 단독주택은 극히 드물며 주로 홍콩섬 및 카오룬 반도 이외의 외곽 지역 (신계, 도서지역 등)에 분포한다.
국제상업센터와 국제금융센터는 홍콩뿐만 아니라 아시아-태평양 지역에서 매우 높은 건축물 중 하나이다. 이외에 홍콩섬의 스카이라인을 대표하는 건축물들로는 HSBC 빌딩, 풍속계가 설치된 삼각형태의 센트럴 플라자, 원형의 호프웰 센터, 그리고 끝이 뾰족한 중국은행 타워 등이 있다.
홍콩에서는 신규 공사에 대한 수요가 높아, 현대식 고층건물의 개발을 위한 공간 확보를 위해 빈번히 오래된 건물을 철거해왔다. 이와 같은 상황에도 불구하고, 홍콩 전역에서 비교적 잘 보존된 유럽식과 중국 영남식 건축물들을 쉽게 찾아볼 수 있다. 이전의 낡은 정부 시설들은 식민지 시대 건축양식의 좋은 예이다. 플래그스태프 하우스는 1846년 이전 영국군 사령관의 관저로 지어졌으며, 홍콩에서 현존하는 가장 오래된 서양식 건축물이다. 종심법원대루와 홍콩 천문대 등의 일부 건축물들은 원래 의도된 기능으로 사용되고 있으나, 다른 건축물들은 적응적 재활용을 위해 개조되었다. 홍콩 건축의 적응적 재활용의 예로는 상업 소매 단지로 대규모로 재개발된 홍콩 전 수경총부, 1875년에 지어진 베다니 요양원 건물은 현재 홍콩 연예예술대학교 건물로 사용되고 있다. 틴하우 사원은 1012년 바다의 여신 마조에게 바쳐진 사원으로 1266년에 재건, 홍콩에서 현존하는 가장 오래된 건축물이다. 핑산 문화유산 트레일은 중국의 여러 왕조 시대의 건축학적 예들을 포함하고 있는데, 이 중 홍콩의 유일한 탑인 추이싱라우 탑이 있다.
통라우는 식민지 시대에 지어진 복합용도 건물들을 뜻하며, 중국 남부의 건축양식에 유럽의 영향이 섞인 형태이다. 통라우는 전쟁 직후 활발히 지어졌는데, 당시 중국에서 온 대규모의 이주자들을 수용하기 위해 빠르게 건설되었다. 이러한 혼합된 건축양식의 예로는 완자이의 블루하우스, 웡곡의 뢰생춘당과 상하이 스트리트 상점 등이 있다. 홍콩의 공공주택은 1960년대부터 대량으로 건축되었으며 대체로 근대 건축의 모습을 보인다.

## 사회

### 축제
- 홍콩 국제 드래곤보트 페스티벌(단오절): 6월 하순~7월 (6월 25일, 2020년 기준)에 열리며 홍콩의 여름 풍물시인 보트레이스, 홍콩 각지에서 벌어지며 세계 수십 개국에서 강호팀이 참가한다.
- 청차우 만두절: 4월 하순~5월 상순에 열리며 청차우 섬에서 개최하는 축제이다. 이 시기에 이 세상으로 돌아오는 선조를 진혼한다. 8일간에 걸쳐 드래곤 댄스와 중국 오페라가 열리는 등 화려한 퍼레이드가 펼쳐진다.
- 중추절
- 설

### 종교
| 종교 구성 (홍콩) | 종교 구성 (홍콩) | 종교 구성 (홍콩) | 종교 구성 (홍콩) | 종교 구성 (홍콩) |
| ---------------- | ---------------- | ---------------- | ---------------- | ---------------- |
|                  |                  |                  |                  |                  |
| 불교             | 불교             |                  | 21.3%            | 21.3%            |
| 도교             | 도교             |                  | 14.2%            | 14.2%            |
| 개신교           | 개신교           |                  | 6.8%             | 6.8%             |
| 가톨릭           | 가톨릭           |                  | 5%               | 5%               |
| 이슬람           | 이슬람           |                  | 3.1%             | 3.1%             |
| 힌두교           | 힌두교           |                  | 0.5%             | 0.5%             |
| 시크교           | 시크교           |                  | 0.1%             | 0.1%             |
| 무종교 및 그 외  | 무종교 및 그 외  |                  | 49%              | 49%              |

홍콩은 법적으로 종교의 자유가 보장되어 있다. 불교와 도교가 성행하는데, 2010년 통계에 따르면 불교도가 21.2%, 도교도가 14.1%로 불교와 도교 사원이 600여개 정도 있다. 기독교인들은 로마 가톨릭과 개신교, 홍콩 성공회 등을 모두 합하여 약 84만3천명 정도이며(2010년 기준), 이슬람 사원도 5개나 있다. 그 외 힌두교도, 유대교도, 시크교도 등이 있다. 그러나 50% 정도의 홍콩 사람은 아무런 종교가 없는 무종교인이다.
홍콩이 1997년 중국으로 반환되면서 일부는 종교의 자유가 탄압받는 것 아니냐는 우려도 있었지만, 현재까지는 잘 유지되고 있다. 1999년 중국에서 파룬궁이 금지되었지만 홍콩에서는 아직까지 신봉자들이 남아 있으며, 마찬가지로 중국 정부는 가톨릭 신자들을 엄격하게 통제하지만, 홍콩에서는 신자들이 자유롭게 활동하고 있다. 또한 중국 본토에서는 천주교 성직자들이 공산당 통제하에서 애국회라는 종교조직에 의해 활동을 제한받고 있으나 홍콩에서는 모든 성직자들이 교황청의 수위 하에 놓여있다. 중국공산당은 애국회 조직을 통하여 주교도 자체적으로 서품하는데, 주교는 교황의 서임을 받아야 하는 가톨릭 교리에 위배되어 현재까지도 큰 논란이 되고 있으나, 홍콩의 경우 교황청과 연결되어 있기에 다른 국가의 가톨릭 교회와 마찬가지로 정상적인 주교 서품이 이루어지고 있다. 홍콩의 종교적 믿음은 일찍부터 바다와 밀접한 연관이 있어서, 사원을 두고 건강, 행운 등에 대해 신의 동정을 구한다. 한국의 로마 가톨릭교회와도 관련이 있다. 최양업(토마스)신부는 부제일 때에 조선에 입국하고자 했지만, 1846년 김대건(안드레아)신부가 순교한 사실(병오박해)를 듣고는 파리외방전교회 동양경리부가 있는 홍콩에 갔다. 1847년 홍콩에 도착해서 한국 순교자 전기를 프랑스어에서 라틴어로 옮기는 일을 했다.

### 노동운동
일찌감치 영국 통치 시기에서도, 홍콩에서는 이미 일정 규모를 갖춘 사회 운동이 나타났고, 1920년대 해원 총동맹 파업 및 성해 총동맹 파업이 있고, 1956년 쌍십절 폭동이 있고, 1960년대 중에는 구룡 폭동 및 76 폭동 등이 있다. 1970년대, 사회 각계에서는 중국어를 사용하고 홍콩에서는 보조 운동, “횡령을 반대하고, Peter Fitzroy Godber를 잡자는 운동, 금시 운동(중국어 정체자: 金禧事件) 등이 일어났다.

### 천안문 사건 성원
홍콩에서 여태까지 가장 많은 사람이 참여한 사회 운동은 1989년 5월 20일에 있었다. 당시 약 100만 홍콩 시민은 태풍이 엄습한 상황에서도 중환황후 광장에 운집하였고, 천안문 사건에 참여한 학생들을 성원하였다. 홍콩 주권 반환 이후, 홍콩 경제 쇠퇴 및 정부 정책의 착오로 의하여 홍콩 사회에는 필연적으로 국민의 원망이 쌓였다. 2003년 7월 1일에는 기본법 제23조 입법을 반대하는 71여행(七一游行) 운동에 많은 시민들이 참여했는데, 운동에 참여한 사람만 해도 50만여 명에 달했다. 그 후 매년 7월 1일이 되면 71 여행 운동(七一游行)이 진행되었고 민주주의 쟁취를 주장하고, 정경유착에 반대하였다. 2005년 12월 4일의 홍콩의 보통 선거를 쟁취하기 위한 운동은 참여한 사람만 해도 25만여 명에 달했다.

### 반 세계화 투쟁
2005년 12일에는 제6차 세계무역기구(WTO) 부장급 회의가 홍콩에서 거행되자 유럽과 미국의 사회 운동 인사, 필리핀, 인도, 한국 등 환태평양 지대 노동조합 인사들이 홍콩에서 미국 주도의 세계화에 반대하는 시위 행진을 하였다. 당시 시위에 참여한 시위대 중 한국 농민들도 많은 언론 매체의 주목을 받았는데, 이들은 홍콩 경찰과 완자이(중국어 정체자: 灣仔)에서 충돌을 겪였다.

## 주민 및 인구

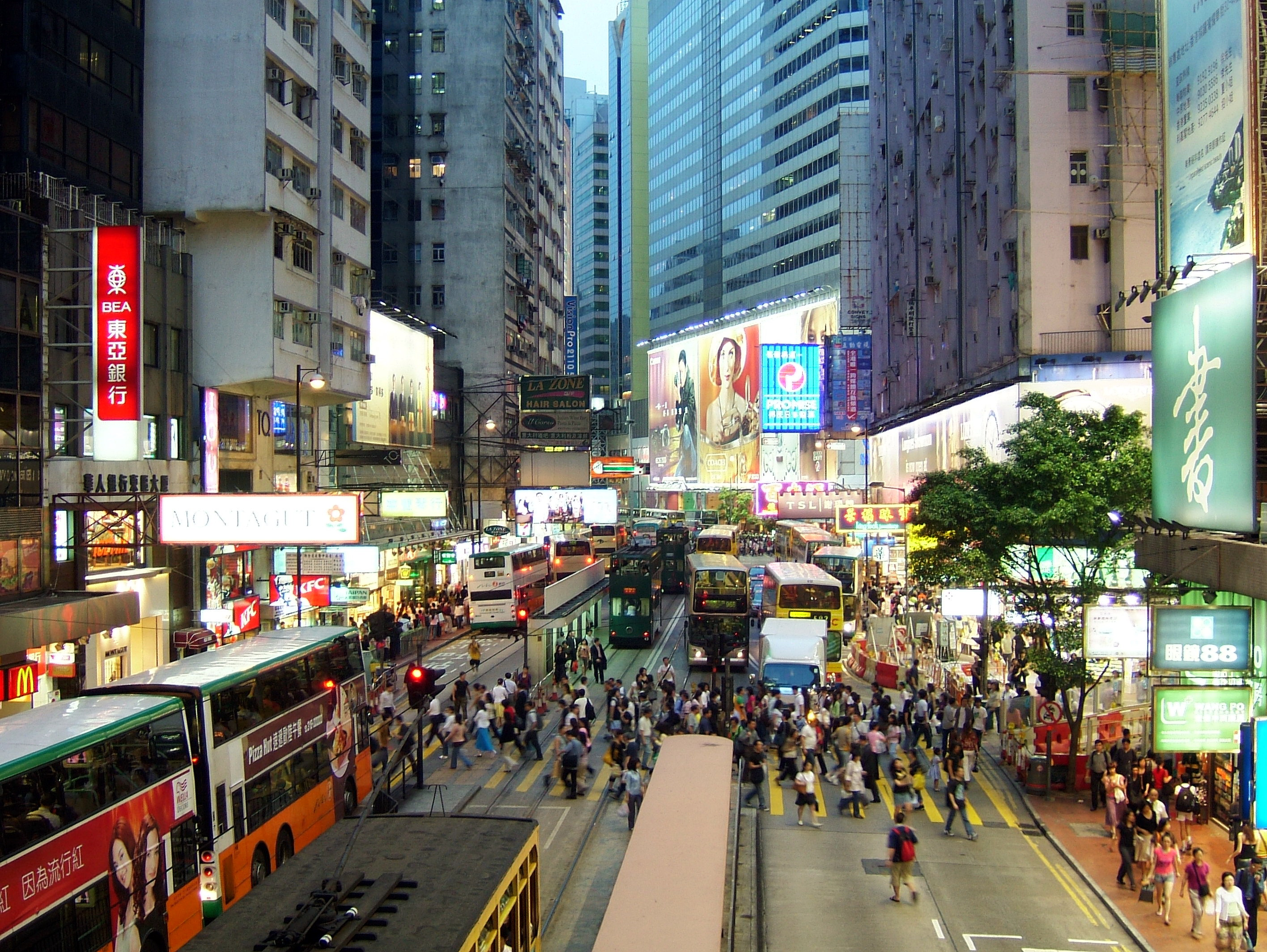
홍콩은 인구 밀도가 가장 높은 지역 중 하나로 6,200 명/km^{2}에 이른다.

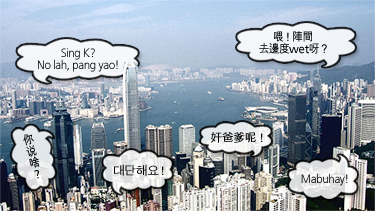
홍콩에서 사용되는 언어. 풍자 형식의 이미지이다. 오른쪽 위에서부터 반시계 방향으로: 광둥어, 홍콩식 영어, 베이징어, 한국어, 홍콩식 일본어, 타갈로그어.

2018년 기준 홍콩의 인구는 약 745.1 만명이다. 1841년에는 7,500 명, 1931년에는 849,800 명, 1945년에는 750,000 명이었다. 연령별로 조사하면 0~14세가 18%, 15~64세가 71%, 65세 이상이 11%이고, 평균 연령은 34세이다. 홍콩의 인구 가장 많은 수를 차지하는 민족은 한족으로, 홍콩 인구의 95%를 차지한다. 한족 이외에 가정부 등의 일에 종사하고 있는 외국인 노동자로서 필리핀인과 인도네시아인이 있고, 다음이 미국인, 그 다음으로 식민지 시대에 이주한 영국인 순이다. 일본인도 약 2만 명 거주하고 있다. 그 외의 민족도 거주하며, 한국인의 수는 2011년 기준으로 교민과 체류자 포함 총 1만 3천 명이다.

## 언어
홍콩의 공식 언어는 광둥어)와 영어로서 홍콩 어디서나 사용된다. 영어는 영국의 통치가 시작된 이후 1974년까지 약 120여 년간 홍콩의 유일한 공용어였다.
홍콩에서 사용되는 영어는 영국 영어의 영향을 많이 받았다. 다음은 그 예이다.
- "centre", "colour" 등 일부 단어가 영국식으로 표기된다.
- 층수를 세는 방법은 1층을 "ground floor(G/F)"라고 부르고, 그 다음층을 "first floor(1/F)", "second floor(2/F)"…라고 부른다.
- 지하도를 "tube", 승강기를 "lift", 초등학교를 "primary school"라고 부른다(미국 영어에서는 지하철을 "subway", 승강기를 "elevator", 초등학교를 "elementary school")라고 부른다. (자세한 것은 영국과 미국 영어의 차이를 참조)

광둥어는 1974년 전에는 법적 공용어가 아니었지만 실질적 공용어의 지위를 누렸다. 한편 중화인민공화국의 개혁개방 정책으로 1980년대 말부터 중국 본토와의 왕래가 활발히 이루어지고 있으며, 그 영향으로 표준 중국어(푸퉁화)가 널리 보급되고 있다. 또한 정부 회의에서 광둥어-표준 중국어 간 동시 통역도 하고 있다. 일반적으로 홍콩은 중국어를 정체자로 표기하지만 반환 이후부터는 간체자로 표기한 정부 자료도 볼 수 있게 되었다. 하지만 공식적인 표기는 정체자이다.
외국인들 중에는 타갈로그어, 인도네시아어, 힌디어, 일본어, 한국어 등의 언어를 사용하는 사람도 많다.

## 문화

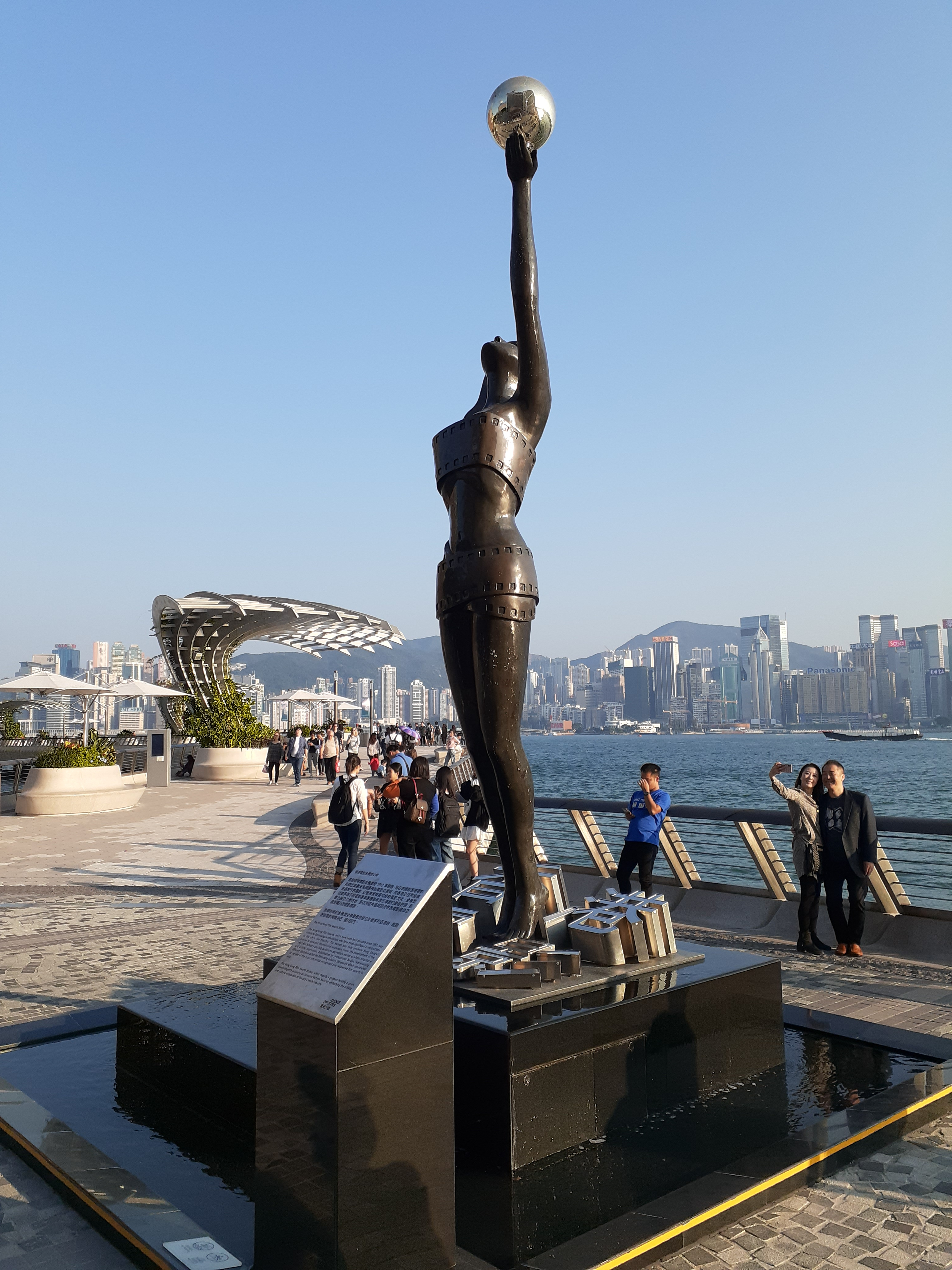
홍콩의 충무로라고 불리는 스타의 거리

홍콩은 때때로 동서양이 만나는 곳으로 묘사된다. 이는 홍콩의 경제와 교육, 거리 문화에 기반을 두고 있다. 홍콩의 어느 거리에는 불교의 장신구, 중국 한방재, 인조 상어 지느러미를 파는 상점들이 줄지어 있고, 다른 거리에는 서양 형식의 술집, 성당, 맥도날드, 지난 할리우드 영화를 상영하고 있는 영화관을 찾아볼 수 있다.
영국의 식민지배는 1997년에 끝났지만 서양 문화는 홍콩 사회 깊숙이 스며들어 있으며, 또한 동양의 관례나 풍습, 철학이 남아 있다. 또한, 세계의 다채로운 요리를 맛볼 수 있는 것도 장점. 그 중 특히 해산물 요리가 가장 인기있으며, 그 밖에 여러 나라의 식당들이 찾아볼 수 있다.
홍콩 영화는 세계적으로 널리 알려져 있으며, 많은 배우들이 할리우드로 진출하여 스타가 되기도 하였다. 이소룡, 주윤발, 성룡 등이 세계적인 주목을 받게 되면서 많은 인기를 얻게 되었고, 많은 할리우드 영화들이 홍콩 영화의 영향을 받았다. 홍콩의 영화 산업은 전통적으로 쇼 브라더스 사와 골든 하베스트 사가 양대 산맥으로서 이끌어 왔다. 홍콩은 또한 광동 음악의 공연을 하는 술집들이 즐비하고, 이곳은 많은 스타들의 배출장이도 하다. 가라오케는 홍콩의 빼놓을 수 없는 밤문화 형태
홍콩 디즈니랜드(영어: Hong Kong Disneyland, 중국어 정체자: 香港迪士尼樂園) 등 놀이시설과 쇼핑, 음식 등이 유명하고 아시아의 교통의 요지인 점 때문에 많은 관광객들이 전 세계에서 찾아온다. 한해 약 2300만 명의 관광객이 방문하였다. 최근에는 거의 절반이 중국 대륙 지역에서 온 관광객이다. 홍콩해양공원(영어: Ocean Park Hong Kong, 중국어 정체자: 香港海洋公園)은 홍콩 섬 남구에 위치한 해양 테마 파크이다.

## 교육

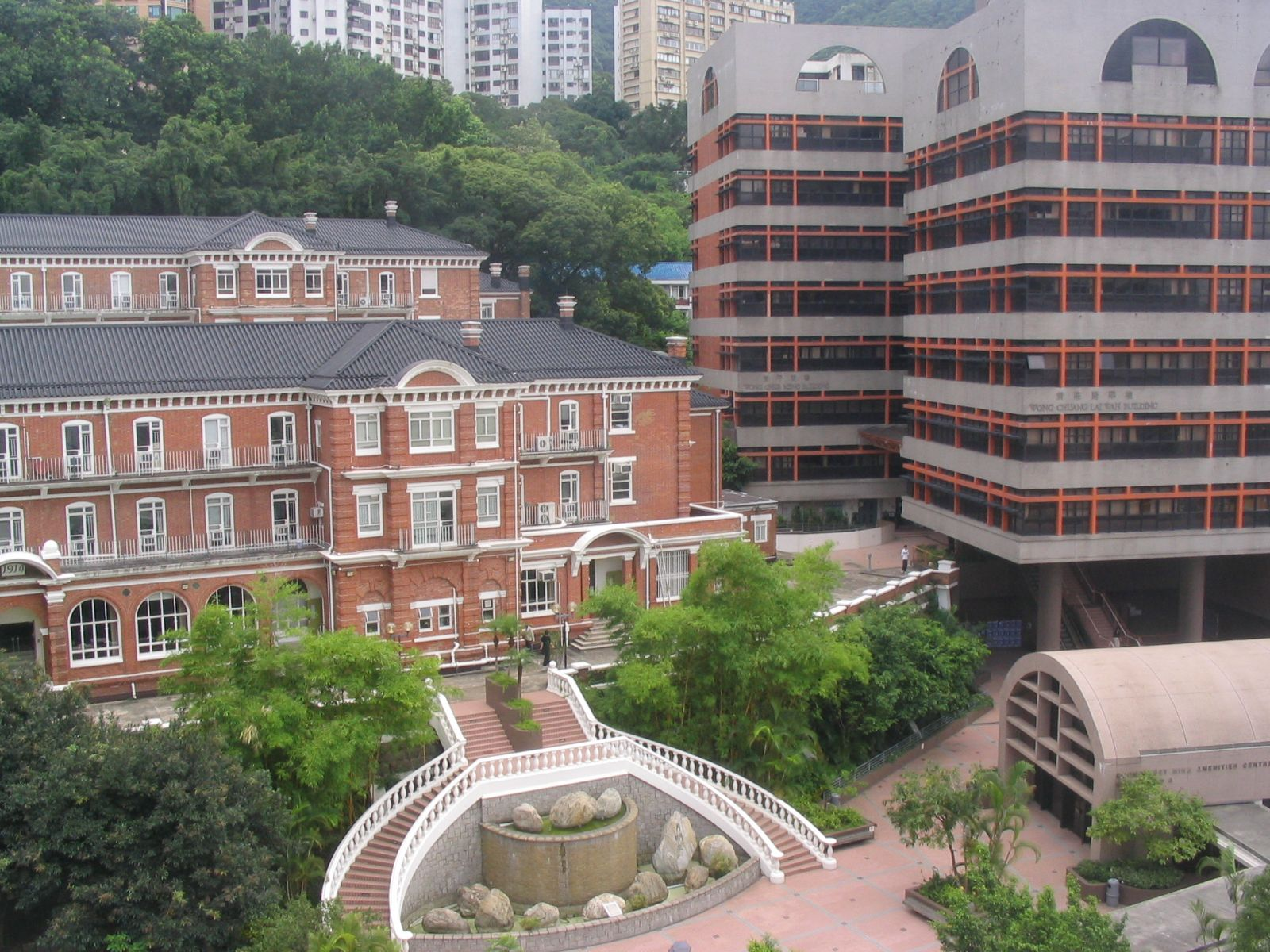
홍콩 대학의 전경

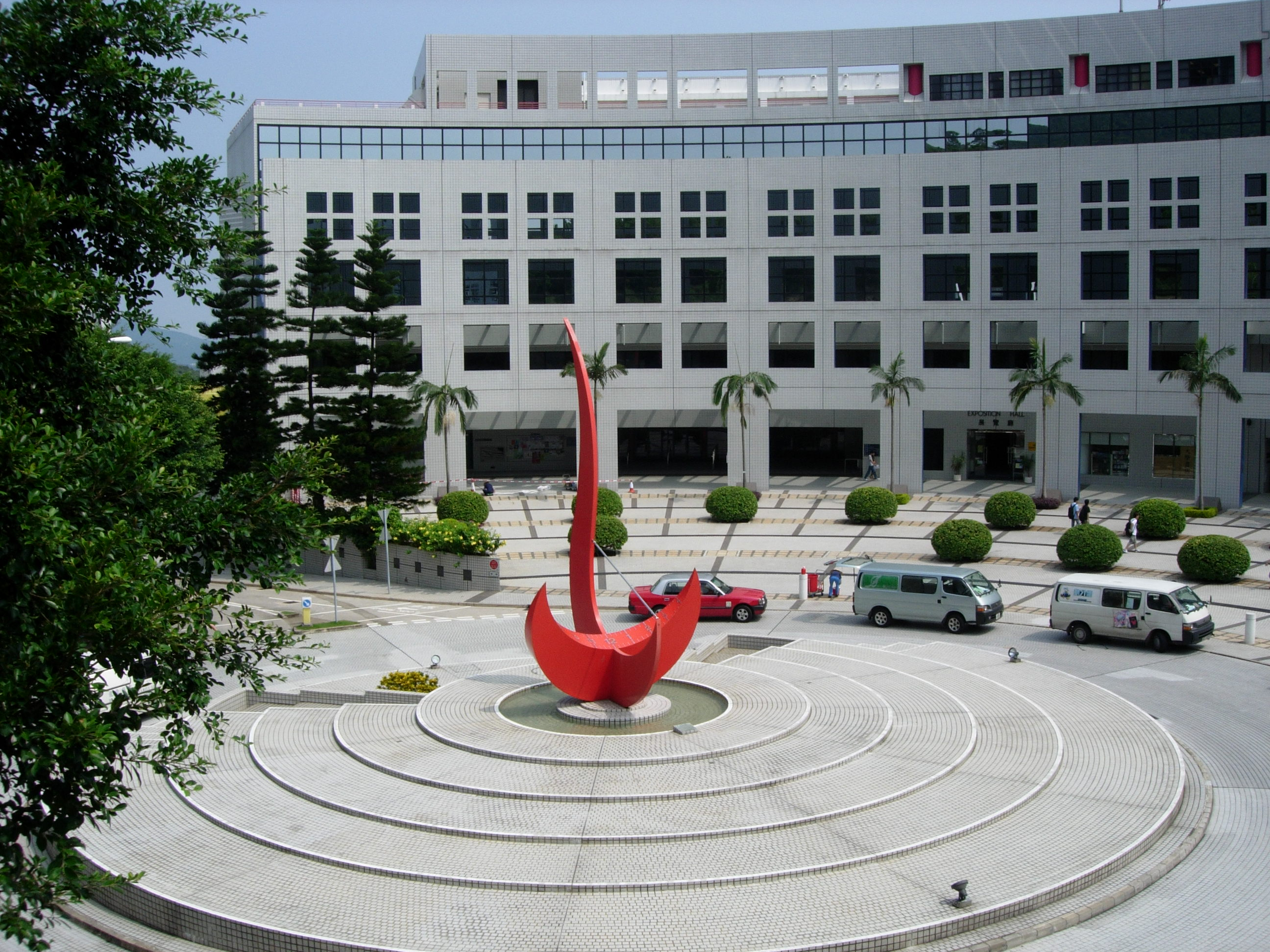
홍콩과기대학의 현무 해시계

홍콩의 기록에 따르면 최초의 학교는 금전(중국어 정체자: 錦田)의 역영서원(중국어 정체자: 力瀛書院)이고, 1075년 북송의 진사 등부협(鄧符協)에 의하여 서원, 사학의 일부분인 서실이 건립되었고, 사서(四書), 오경(五經)을 교수했었고, 그 후 영국 통치시기에는 점차 향촌학교 또는 공립학교로 변화하였다. 영국은 홍콩을 접수 관리한 후, 홍콩에서 영국과 서로 비슷한 교육 제도로 발전하였다. 그리고 현재 홍콩 교육은 홍콩 정부의 교육관리부에서 전면 계획 및 관리하고, 홍콩의 주류 교육은 크게 4개로 나눌 수 있다.
- 3세 5세 미취학 아동을 위한 교육
- 6년의 소학 교육
- 6년의 중학 교육 (3년 초중 교육, 3년의 고등 교육 )
- 전문 교육 (학사, 부학사, 전문 자격증, 고급 자격증)

현재, 홍콩 정부는 잇달아 교육 제도 개혁 조치를 널리 시행하고 있고, 모국어로 하는 수업, 소학과 중학의 협력 양식, 삼삼사고중교육(三三四高中敎育), 학생수를 줄이는 조치, 유치원 수당(幼稚園學券) 등이 포함된다.
그중 교육 계획은 장차 2006년에서 2007년까지 신 학년을 전부 새롭게 할 것이고, 교육 제도는 3년 초등, 3년 고중 및 4년 대학으로 바뀔 것이고, 조정을 거쳐 홍콩 중학연합고사(中學會考) 및 홍콩고급정도연합고사가 합쳐 홍콩 중학 증명서로 될 것이고, 또 2009년부터 점차 각 과목에서 교정본의 핵심 평가를 널리 시행하고 학생에게 시험 성적을 공개하는 것을 원칙으로 삼고 있다. 동시에, 교육계획부에서는 2007년부터 2008년까지 3세에서 6세의 유치원 수당을 제공할 것이다.
위에서 서술한 개혁들은 주로 홍콩 교육을 위해 다른 교수 방식들이 나온 것이고, 학생들에게 더 좋은 교육 환경을 제공할 길 희망하고, 그러나 연이어 교육 개혁을 실시해서 사회에 광범위한 논쟁을 유발하기도 하고, 교육 개혁을 비평하는 교사들에서 심한 반대도 몰고 오고, 학생과 학부모의 반대도 있다.
홍콩 반환 이전에 중화인민공화국의 중국공산당 혹은 중화민국의 중국국민당의 지원을 받는 학교는 표준 중국어를 수업에 사용하였다. 2003년부터는 학과 내용에서 중국어를 이해하고 사용하는 것을 목표로, 홍콩의 중학교와 고등학교에서는 중국어를 사용하고 이해하는 수업을 장려하는 정책을 실시했으나 수많은 반발과 홍콩인들의 영어수준 저하로 뒤늦게 정책을 다시 예전으로 수정하였다. 현재 홍콩에서 수준높은 학교들은 영어를 사용하며 나머지학교는 중국어 혹은 중국어와 영어를 같이 사용하여 수업을 전행한다.

## 교통

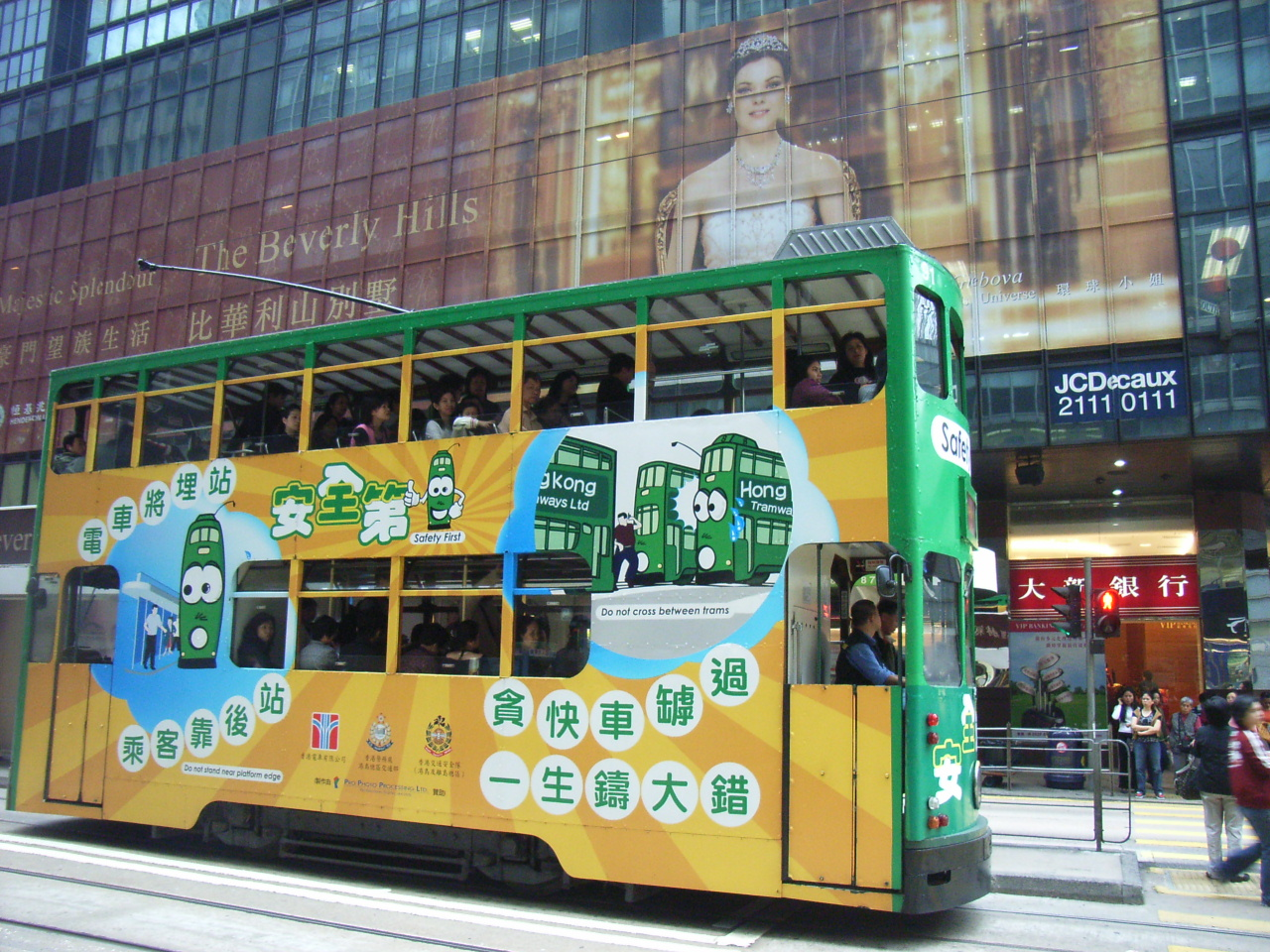
홍콩의 트램 시스템.

홍콩의 교통은 매우 발전되어 있으며 복잡하고 정교한 조직을 가지고 있다. 옥토퍼스 카드 (Octopus Card, 八達通)은 선불 충전식 카드로 지하철, 스타페리 등 대부분의 교통 수단에서 사용 가능하다. 이 카드는 가방이나 지갑에서 꺼낼 필요 없이 단자에 갖다 대기만 하면 된다. 또한 이 카드는 편의점에서나 자판기에서도 사용 가능하다. 인천광역시와 비슷한 넓이의 홍콩은 인구밀도가 매우 높아서 자동차로 인한 교통 정체를 해소하기 위하여 싱가포르처럼 자동차를 가진 사람에게 높은 세금을 매기고 있다. 그래서 인구는 700만명이 조금 넘지만 자동차는 60만대정도이다. 중화인민공화국과 다르게 홍콩은 영국령이었던 관계로 좌측통행을 한다. 홍콩의 택시는 빨간색이며 대부분이 토요타 크라운 컴포트이다. 또한 홍콩의 미니버스는 살구색 바탕에 지붕에 녹색 또는 빨간색이 칠해져 있으며, 대부분이 토요타 코스터이다.
- 홍콩 지하철
- 홍콩 국제공항
- 홍콩 국제 페리터미널 (마카오와 홍콩을 연결하는 페리이다).

## 스포츠
배드민턴, 축구, 농구, 테니스, 드래곤 보트 경주, 경마, 수영, 사이클링 등이 인기가 많다.

## 치안
홍콩은 자체적인 홍콩 경찰이 있으며(반환 이후에도 그대로 유지되고 있음), 홍콩 경찰의 성실근면함은 과거 식민지 시절 영국 경찰에서 그 뿌리를 찾을 수 있다. 중국 대륙의 무장 경찰 대신 SDU가 테러 진압을 담당한다. 여행자들에게 치안은 매우 좋은 편이다.

## 같이 보기
- 심포니 오브 라이츠
- 영광이 다시 오길

- 대한민국 광주